# Spedizione Endurance

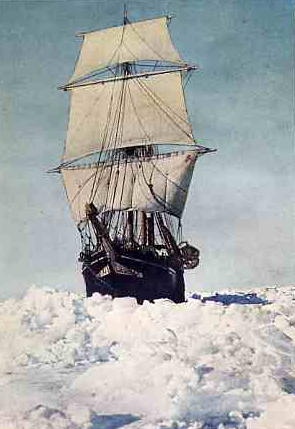
Il tre alberi Endurance.

La Spedizione Endurance (in inglese Endurance Expedition, pron. [ɪnˈdjʊərəns ˌekspɪˈdɪʃn]), conosciuta anche come Spedizione Imperiale Trans-Antartica del 1914-1917 (Imperial Trans-Antarctic Expedition) è considerata l'ultima grande spedizione della cosiddetta epoca eroica dell'esplorazione antartica. La missione, comandata da Ernest Shackleton, si proponeva come obiettivo l'attraversamento a piedi dell'Antartide con slitte trainate da cani, coprendo una distanza totale di oltre 2 900 km. La missione fallì ancor prima di cominciare, con la nave Endurance stritolata dal pack nel mare di Weddell durante l'inverno del 1915, e con l'inizio di una lunga marcia dell'equipaggio verso la salvezza.
Svoltasi negli anni 1914-1917, la missione impegnò due navi. L'Endurance, comandata da Ernest Shackleton, avrebbe attraversato il mare di Weddell puntando alla baia di Vahsel da dove una squadra di sei uomini, guidata da Shackleton stesso, avrebbe iniziato la traversata del continente antartico. Nel frattempo una seconda nave di supporto, l'Aurora sotto il comando del capitano Æneas Mackintosh, dal Canale McMurdo sulla costa del mare di Ross dall'altro lato del continente, avrebbe provveduto a predisporre dei depositi di rifornimento fino al Ghiacciaio Beardmore, depositi che rifornendo il cibo e il carburante avrebbero consentito al gruppo di Shackleton di completare il loro viaggio attraverso il continente.
Ma a sole 80 miglia dal continente antartico, l'Endurance, sorpresa dal gelo, rimase intrappolata nei ghiacci del mare di Weddell e per dieci mesi venne trascinata verso nordovest alla deriva nel pack. Il 21 novembre del 1915 la nave, non resistendo più alla costante pressione della banchisa, dopo 281 giorni dall'incagliamento sprofondò nel ghiaccio, inabissandosi nei pressi del 70º parallelo di latitudine Sud e costringendo Shackleton e il suo equipaggio a un'incredibile lotta per la sopravvivenza in uno dei luoghi più inospitali della terra, a migliaia di chilometri dalle più vicine terre abitate e dal soccorso. I 28 uomini dell'equipaggio furono costretti a lottare per sopravvivere, con provviste limitate e in un ambiente in cui la temperatura oscillava da -22 °C a -45 °C, dormendo per 5 mesi sul ghiaccio.
Costretti per mesi a vivere accampati sul pack, non furono soccorsi da nessuno; dopo un incredibile viaggio sulle tre scialuppe di salvataggio, salvate dal naufragio dell'Endurance, tutti gli uomini riuscirono comunque ad arrivare all'isola dell'Elefante nelle Shetland Meridionali. Da qui Shackleton, con altri cinque compagni, salpò alla guida di una scialuppa di sette metri nel temerario tentativo di raggiungere una base baleniera situata nella Georgia del Sud. Con il solo aiuto di un sestante e di un cronometro l'imbarcazione riuscì incredibilmente a percorrere 1 600 km e a raggiungere Grytviken, attraversando uno dei mari più pericolosi e inospitali al mondo. All'arrivo Shackleton organizzò una spedizione di soccorso, che solo molti mesi dopo, a causa del mare ghiacciato, riuscì a recuperare gli uomini rimasti ad attendere sull'isola dell'Elefante. Con grande orgoglio di Shackleton, nessuno dei suoi uomini morì in Antartide.
Dopo il salvataggio vennero scritti numerosi libri sull'avventura, spesso a cura degli stessi partecipanti. Inoltre, durante la spedizione furono realizzate numerose fotografie ad opera di Frank Hurley. A queste testimonianze vanno aggiunti diversi film e documentari che hanno trattato della spedizione, considerata come l'ultimo atto dell'epoca eroica dell'esplorazione antartica. Agli inizi di marzo 2022 il relitto dell'Endurance è stato ritrovato a 3 000 metri di profondità nel mare di Weddell.
Anche l'equipaggio dell'Aurora dovette affrontare situazioni altrettanto critiche. La loro storia è meno conosciuta, ma più tragica di quella dell'Endurance. Dopo che una tempesta in Antartide ruppe gli ormeggi della nave, i dieci uomini già scesi a terra rimasero abbandonati al Polo Sud, con poche scorte di viveri e nessun vestito di ricambio, dal 7 maggio 1915 fino al 10 gennaio 1917. Incredibilmente fu Shackleton che, arrivato in Nuova Zelanda nel dicembre 1916 e avvisato che il gruppo del mare di Ross si trovava ancora in Antartide, salpò per prestare loro soccorso. Una settimana dopo raggiunse capo Evans dove i sette sopravvissuti (dei 10 originali), membri del gruppo del mare di Ross, furono recuperati e trasportati sino a Wellington.

## Contesto storico
(Ernest Shackleton, South!, prefazione)
La spedizione Endurance fu la prima missione con destinazione Antartide organizzata dal Regno Unito dopo che Roald Amundsen aveva battuto Robert Falcon Scott nella "corsa al Polo" nel dicembre 1911. La sconfitta e la tragica fine di Scott e dei suoi uomini erano state un grande smacco per il Regno Unito che aveva tentato, con ben tre spedizioni nel decennio precedente, di essere il primo paese a raggiungere il Polo sud.
Ernest Shackleton era un esploratore di grande esperienza: aveva partecipato alla spedizione Discovery, la prima missione britannica nel continente, e comandato la seconda, la spedizione Nimrod dove aveva stabilito il record di Furthest South spingendosi sino a 88° 23' sud. Pur trovandosi a soli 180 km dal Polo, lui ed i suoi uomini erano stanchi e i viveri talmente scarsi che decisero di tornare indietro. La missione consentì comunque a Shackleton di guadagnare una discreta fama in patria.
In questo contesto Shackleton iniziò la sua raccolta di finanziamenti per organizzare una missione che doveva consentire a un gruppo di britannici di attraversare l'Antartide, dal mare di Weddell, (oceano Atlantico), al mare di Ross (oceano Pacifico), passando per il Polo. Soltanto un altro esploratore aveva tentato di realizzare un'impresa del genere. Si trattava del tedesco Wilhelm Filchner che nel 1911 raggiunse con la sua spedizione la costa di Luitpold sino a spingersi nella baia di Vahsel a 78° sud. Il fallimento dei tentativi di realizzare una base sul continente lo obbligarono però a tornare in Europa ancor prima di iniziare la traversata.
Il piano di Shackleton prevedeva che l'Endurance raggiungesse la baia di Vahsel per poi utilizzare questo territorio già conosciuto dai resoconti di Filchner come luogo di partenza per la traversata. Un'altra spedizione, partendo dalla barriera di Ross, avrebbe dovuto predisporre dei depositi con provviste e materiali ad uso del gruppo del mare di Weddell per rendere possibile il viaggio trans-continentale di oltre 3 000 chilometri. La prima difficoltà di questo piano consisteva nel raggiungere la parte meridionale del mare di Weddell, bloccato per buona parte dell'anno dalla banchisa, e sbarcare uomini e materiali in condizioni climatiche avverse.

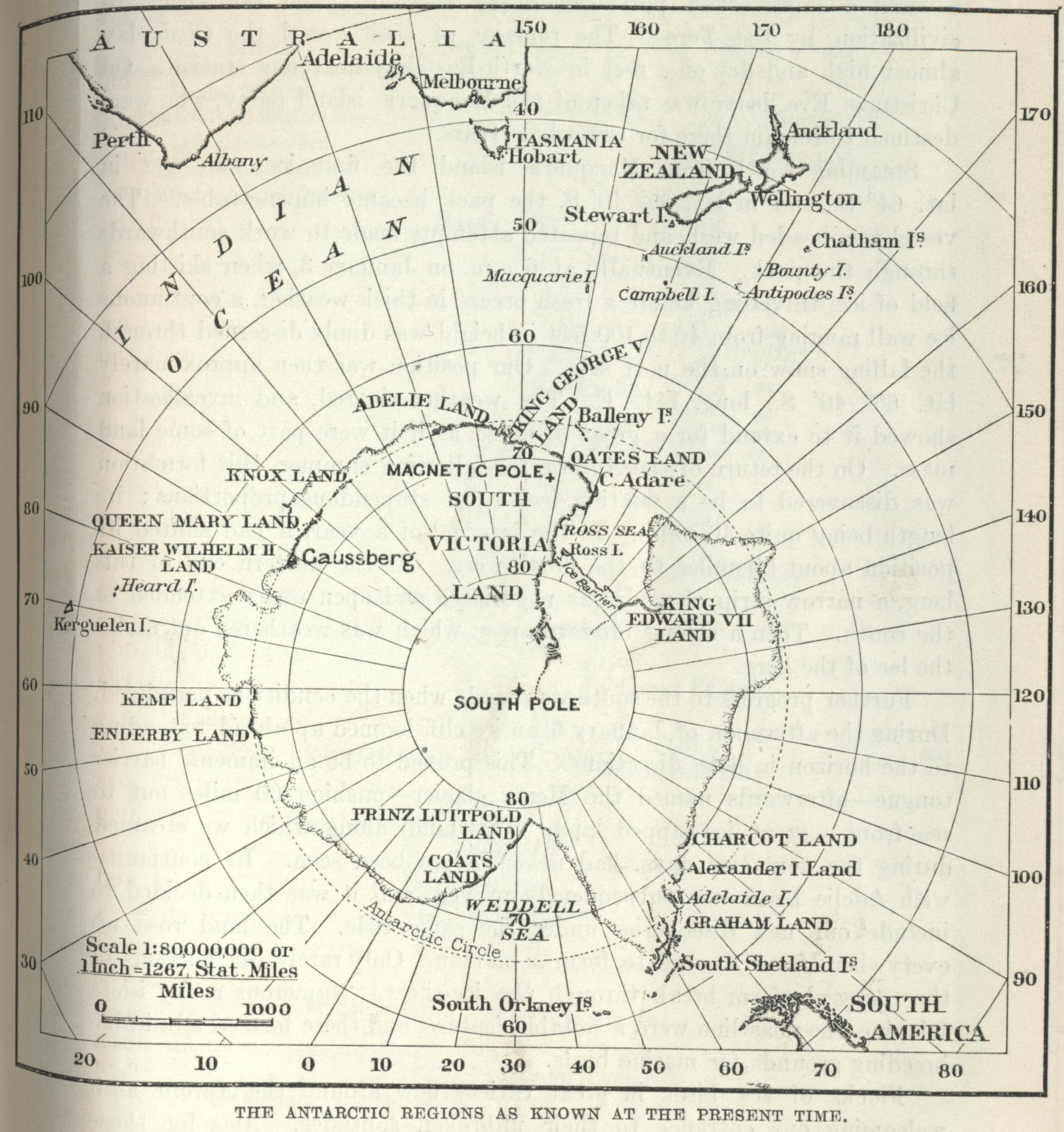
L'Antartide, così com'era conosciuto nel 1914.

## Obiettivi scientifici
Oltre a rappresentare la prima spedizione ad attraversare il continente antartico con la conseguente scoperta (e rivendicazione per il Regno Unito) dei territori sconosciuti che sarebbero stati incontrati durante il tragitto, Shackleton aveva stabilito anche diversi obiettivi scientifici:
- dalla base stabilita nel mare di Weddell il gruppo doveva studiare la fauna terrestre e marina ed effettuare rilevazioni meteorologiche;
- sempre partendo dal mare di Weddell due spedizioni dovevano dirigersi verso la terra di Graham e la terra di Enderby, per effettuare osservazioni di natura essenzialmente geologica;
- dal mare di Ross alcuni geologi dovevano raggiungere il ghiacciaio Beardmore con lo scopo di migliorare la conoscenza della formazione del continente;
- infine entrambe le navi avevano in programma diversi rilievi idrografici, tra cui la misurazione della profondità dei fondali marini attraversati.

## Preparazione e finanziamento della spedizione
Shackleton dovette bussare a numerose porte per trovare i fondi necessari all'impresa. Il maggior contributore fu il ricco industriale James Key Caird, che lo finanziò con 24 000 sterline. Tra i maggiori benefattori vi furono poi Janet Stancomb-Wills, figlia di un magnate del tabacco, e Dudley Docker, della Birmingham Small Arms Company. Il governo britannico contribuì con 10 000 sterline e 1 000 gli vennero dati dalla Royal Geographical Society. Ulteriori fondi furono ottenuti mediante una sottoscrizione tra alcune scuole del Regno Unito cui Shackleton intitolerà i cani della spedizione.
Se difficile e lungo fu raccogliere fondi, trovare volontari disposti a partecipare alla spedizione si dimostrò assai facile. Per reclutare l'equipaggio il 1º gennaio 1914 vienne pubblicato un annuncio sul giornale grazie al quale Shackleton scelse, tra oltre 5 000 candidati (comprese tre ragazze), i 56 uomini della missione.
Shackleton acquistò due navi. Una, l'Endurance, era un'imbarcazione progettata da Ole Aanderud Larsen e costruita nel cantiere di Framnæs a Sandefjord, in Norvegia, cantieri famosi per la costruzione di navi per la caccia alla balena e alla foca nell'artico e nell'antartico. Si trattava di una nave della lunghezza di 44 metri (144 piedi), con una larghezza massima di 7,6 metri e una stazza da 348 tonnellate. Era costruita in legno scelto di pino, di quercia e beberu, specificatamente progettata sotto la supervisione di un comitato di esploratori polari per la navigazione nei mari glaciali. Attrezzata a goletta, presentava tre alberi a vela ed era dotata di una macchina a vapore della potenza di 350 cavalli, che le consentiva di raggiungere una velocità di nove-dieci nodi. La nave era costata 14 000 sterline. Era la nave più resistente che fosse mai stata costruita in Norvegia e, molto probabilmente, nel mondo intero (eccezion fatta, forse, per la Fram, la nave usata da Fridtjof Nansen e in seguito da Roald Amundsen). L'altra nave era l'Aurora in tutto simile alla Terra Nova dell'ultima spedizione del capitano Scott. Imbarcazione a vapore da 600 tonnellate, costruita nei cantieri di Dundee, in Scozia e che subì numerose modifiche richieste dall'autorità australiana per renderla adatta alla spedizione.
Entrambe le spedizioni incontrarono serie difficoltà durante il loro drammatici viaggi, le vicende del gruppo dell'Endurance sono però più conosciute per via dell'epico epilogo, mentre le sorti dell'equipaggio dell'Aurora furono più tragiche e non sono molto note.

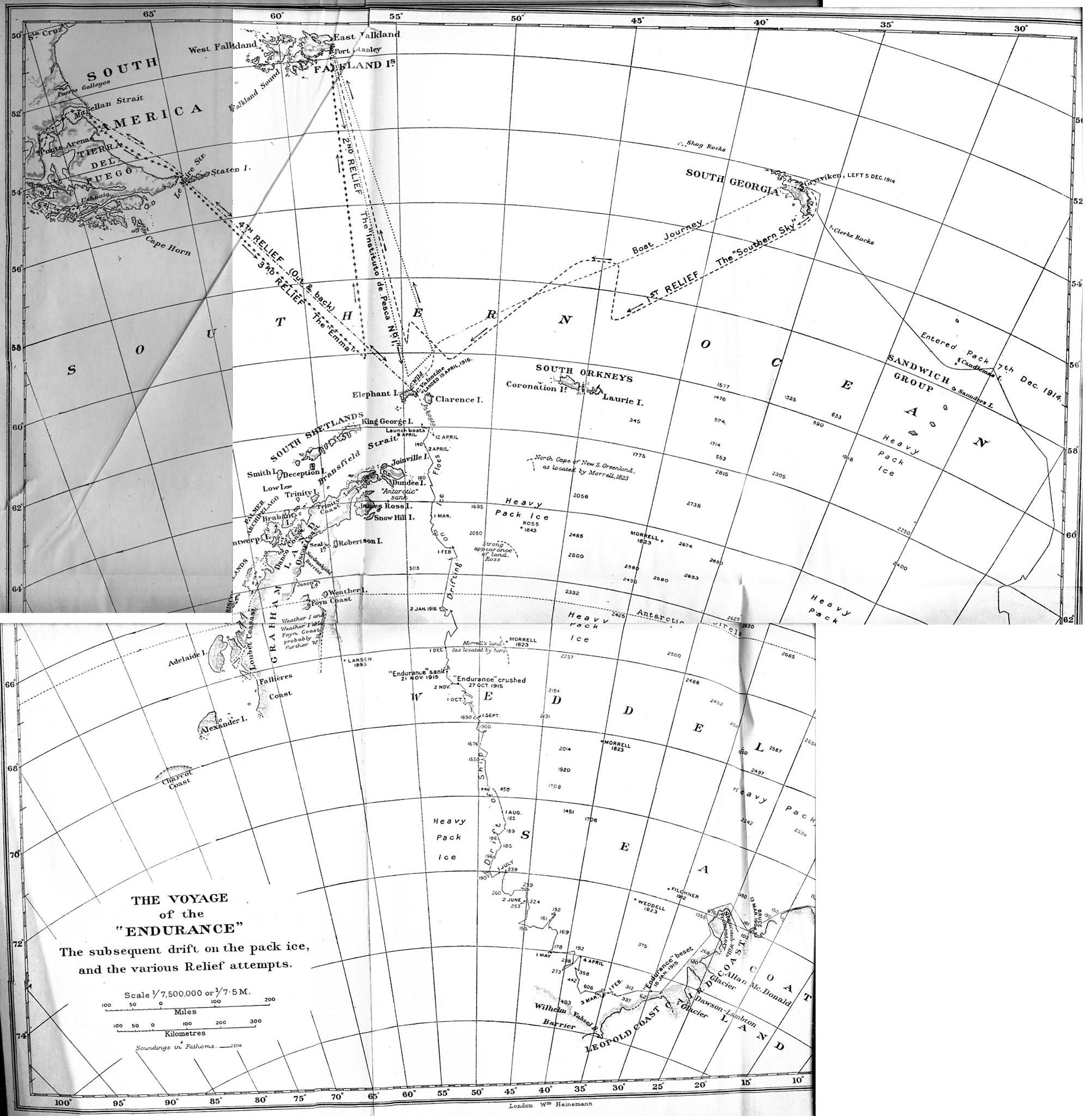
Il viaggio dell'Endurance.

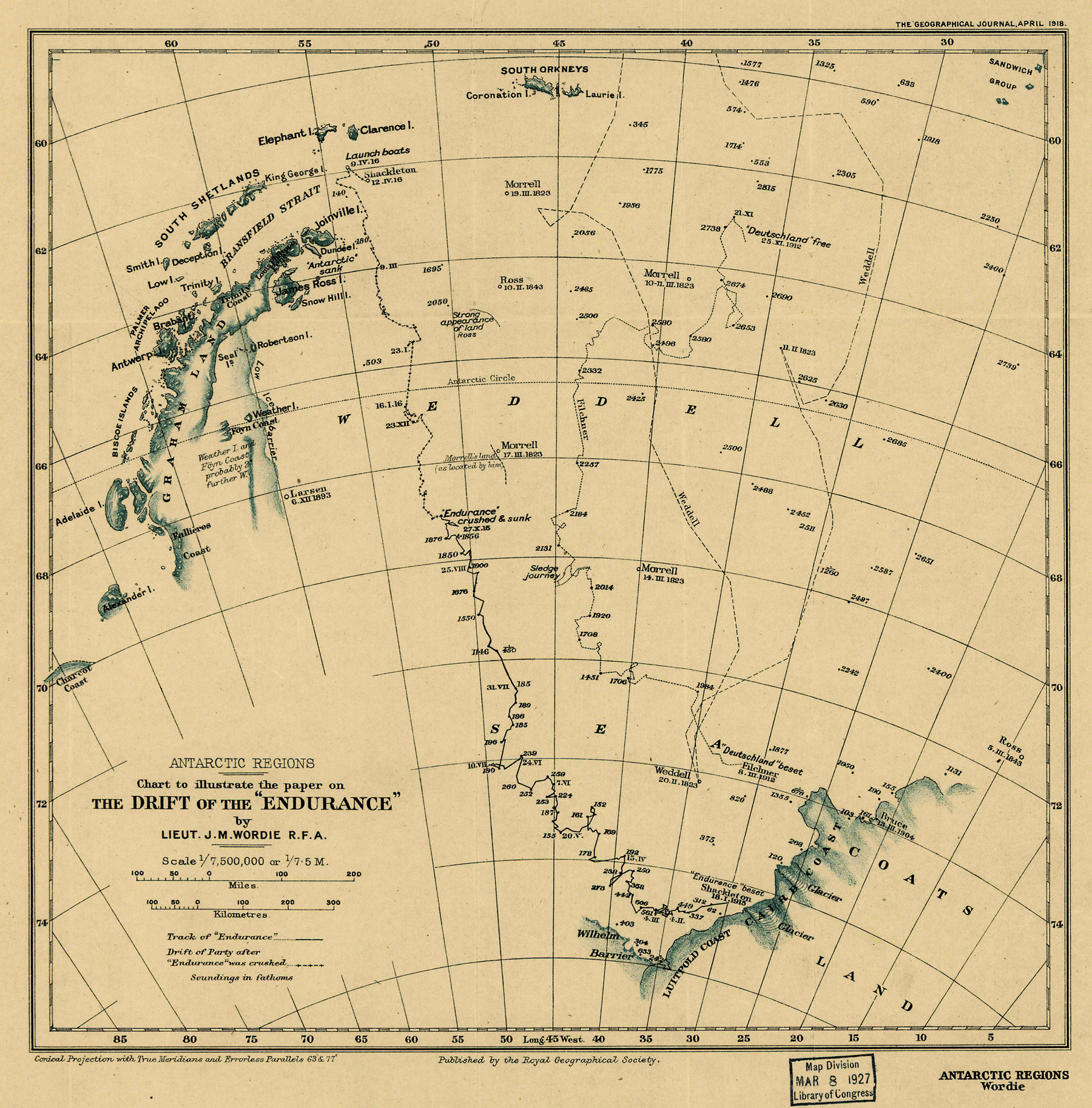
La deriva dell'Endurance.

### Membri della spedizione nel mare di Weddell
Di seguito è riportata la lista dei membri della spedizione del mare di Weddell:
- Sir Ernest Henry Shackleton (1874-1922), comandante -  Irlanda
- Frank Wild (1873-1939), secondo[18] -  Inghilterra
- Frank Worsley (1872-1943), capitano della nave Endurance -  Nuova Zelanda
- Frank Hurley (1885-1962), fotografo -  Australia
- Huberht Hudson (1886-1942), ufficiale di rotta -  Inghilterra
- Lionel Greenstreet (1889-1979), primo ufficiale -  Inghilterra
- Tom Crean (1877-1938), secondo ufficiale -  Irlanda
- Alfred Cheetham (1867-1918), terzo ufficiale -  Inghilterra
- Lewis Rickinson (1883-1945), direttore di macchina -  Inghilterra
- Alexander Kerr (1892-1964), secondo ufficiale di macchina -  Inghilterra
- Dr. James McIlroy (1879-1968), chirurgo -  Irlanda
- Dr. Alexander Macklin (1889-1967), chirurgo -  Inghilterra
- Robert Clark (1882-1950), biologo -  Scozia
- Leonard Hussey (1891-1964), meteorologo -  Inghilterra
- James Wordie (1889-1962), geologo -  Scozia
- Reginald James (1891-1964), fisico -  Inghilterra
- George Marston (1882-1940), artista -  Inghilterra
- Thomas Orde-Lees (1877-1958), magazziniere e meccanico -  Inghilterra
- Henry "Chippy" McNish (1874-1930), carpentiere navale -  Scozia
- Charles Green (1888-1974), cuoco -  Inghilterra
- Perce Blackborow (1894-1949), passeggero clandestino[19] in seguito cambusiere[20] -  Galles
- William Stephenson (1889-1953), pompiere e fuochista -  Inghilterra
- Albert Holness (1892-1924), pompiere e fuochista -  Inghilterra
- John Vincent (1879-1941), marinaio scelto (Able Seaman)[21] -  Inghilterra
- Timothy McCarthy (1888-1917), marinaio scelto -  Irlanda
- Walter How (1885-1972), marinaio scelto -  Inghilterra
- William Bakewell (1888-1969), marinaio scelto -  Stati Uniti
- Thomas McLeod (1869-1960), marinaio scelto -  Scozia
- Mrs. Chippy, gatto mascotte della nave

Sir Daniel Gooch (1869-1926) si occupò dell'addestramento e della cura dei 69 cani da slitta durante il viaggio dell'Endurance sino alla Georgia del Sud, senza però proseguire in Antartide.
Oltre a Shackleton, altri cinque membri della spedizione avevano già esperienze antartiche avendo partecipato alle spedizioni Discovery (1901-1904), Nimrod (1907-1909), Terra Nova (1910-1913) ed Aurora (1911-1914). Alcuni parteciperanno anche alla successiva spedizione Quest (1921-1922)
Soltanto quattro membri dell'equipaggio dell'Endurance non sono stati insigniti della medaglia polare. Si tratta di Harry McNish, John Vincent, William Stephenson e Albert Holness.

### Membri della spedizione nel mare di Ross
Di seguito è riportata la lista, incompleta, dei membri della spedizione del mare di Ross.
Gruppo rimasto in Antartide:
- Æneas Mackintosh (1879-1916), comandante -  Inghilterra
- Ernest Joyce (1875-1940), secondo di Mackintosh, musher ed addestratore dei 18 cani da slitta -  Inghilterra
- John Cope (1893=1947) medico e biologo -  Inghilterra
- Irvine Gaze -  Australia
- Victor Hayward ( -1916) -  Inghilterra
- Andrew Jack (1885-1966), fisico -  Australia
- Richard Richards (1893-1985), fisico -  Australia
- Arnold Spencer-Smith (1883-1916)[23], fotografo e cappellano -  Inghilterra
- Alexander Stevens, (1886-1965) geologo e responsabile scientifico-  Inghilterra
- Ernest Wild[18] (1879-1918)-  Inghilterra

Gruppo alla deriva con l'Aurora:
- Joseph Stenhouse (1887-1941), capitano della nave -  Scozia
- Aitken
- Grady
- Lionel Hooke
- Kevenagh
- Alfred Larkman
- Mauger, carpentiere
- Mugridge
- Howard Ninnis
- Smith
- Thompson

ed altri sette uomini dell'equipaggio.

## La spedizione imperiale trans-antartica 1914–17

### Il viaggio dell'Endurance
Shackleton rimandò la data di partenza per completare gli ultimi preparativi, ma Winston Churchill, allora First Lord of the Admiralty, gli impose di salpare. L'Endurance partì da Plymouth il 9 agosto 1914 e fece una breve sosta a Buenos Aires, dal 9 ottobre 1914 al 26 ottobre, per poi raggiungere il 5 novembre 1914, Grytviken nella Georgia del Sud. A causa di un pack insolitamente esteso, la nave e i 28 uomini di equipaggio dovettero attendere sino al 5 dicembre per spingersi più a sud. La spedizione incontrò i primi iceberg prima del nuovo anno, ma Shackleton ritenne che l'Endurance fosse in grado di navigare sino al luogo prefissato per lo sbarco.
Il 10 gennaio 1915 furono avvistati dei grandi muri di ghiaccio alti oltre 30 metri che coprivano una porzione di costa antartica. Si trattava della terra di Coats, scoperta nel 1904 da William Speirs Bruce, l'ultimo esploratore britannico che si era spinto in quei luoghi. Due giorni più tardi la nave raggiunse la latitudine di 74°sud ed entrò in una regione inesplorata a nord della costa di Luitpold. Shackleton decise di chiamare il territorio appena scoperto costa di Caird, in onore di uno dei finanziatori della spedizione, James Key Caird.

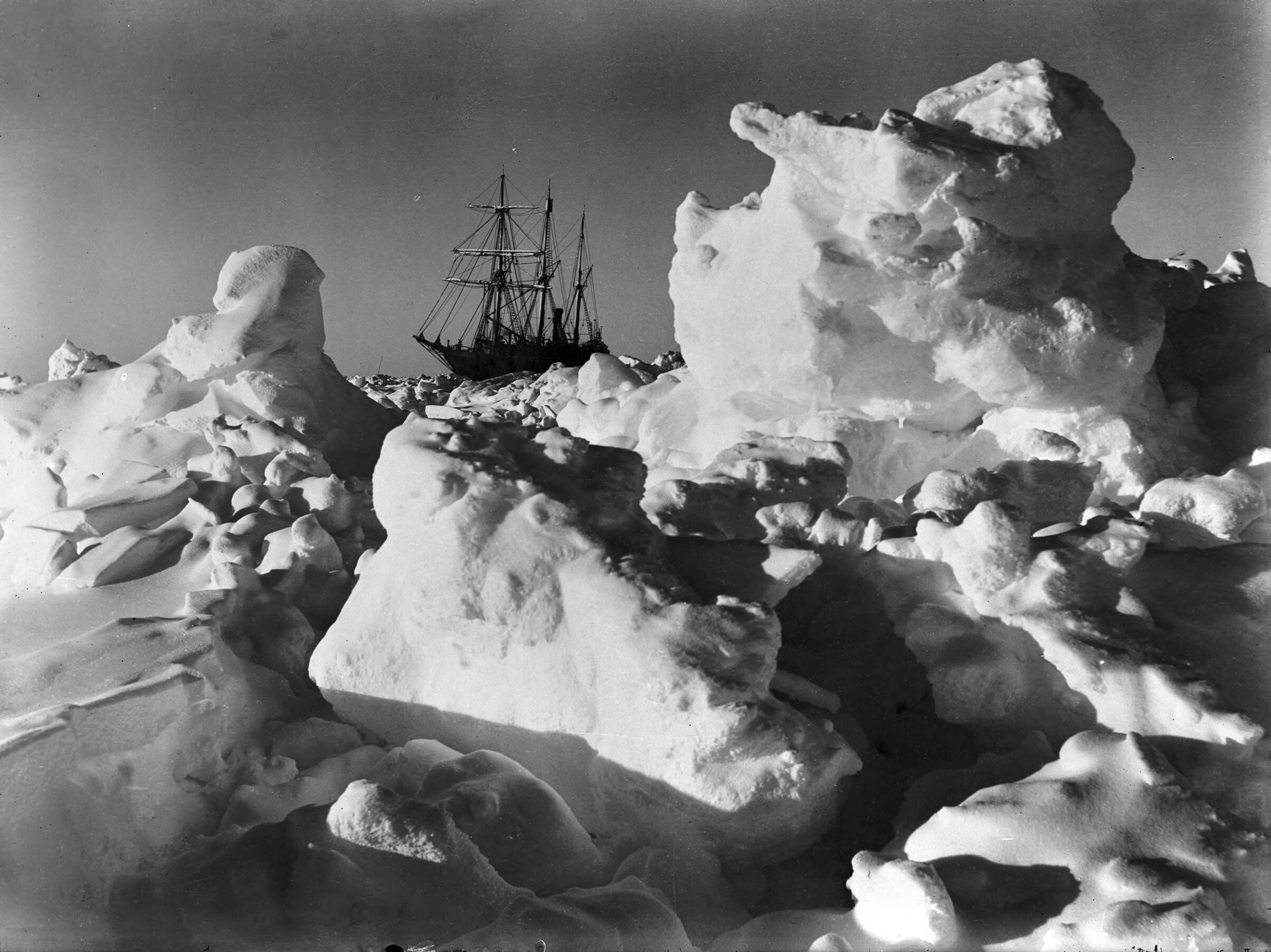
L'Endurance intrappolata nei ghiacci. Febbraio 1915.

Più la nave avanzava verso sud, più la navigazione si faceva difficoltosa a causa dell'ispessimento della banchisa, ma Shackleton rimase fiducioso. A metà gennaio l'Endurance riuscì a percorrere giornalmente una distanza variabile: talvolta lo scafo era totalmente immobilizzato dal ghiaccio, e allora l'equipaggio non poteva far altro che attendere, ma in altre occasioni la banchisa era sufficientemente frammentata da permettere di avanzare con una certa libertà. Con grande difficoltà la spedizione tentò di raggiungere il suo obiettivo a 78°sud.
Verso il 19 gennaio 1915 l'Endurance riuscì a muoversi un'ultima volta prima di essere definitivamente bloccata dal ghiaccio il 24 gennaio 1915, a 76°34′S 31°30′W. Shackleton scrisse:
(Ernest Shackleton, South!, cap. II.)
Nel corso delle settimane seguenti il ghiaccio si spezzò a circa 180 metri dalla nave, anche se gli uomini tentavano di liberare lo scafo per permettere all'imbarcazione di raggiungere l'apertura, il pack puntualmente si richiudeva prima che la frattura arrivasse allo scafo, che restava quindi permanentemente bloccato dalla banchisa. Vista l'inutilità di ogni ulteriore sforzo, verso la fine di febbraio del 1915 l'equipaggio iniziò i preparativi per affrontare l'inverno sul ghiaccio.
Anche se all'epoca erano disponibili apparecchi radio, l'eccessiva distanza da una qualsiasi stazione ricevente rendeva questa tecnologia inutilizzabile per esplorazioni tanto remote. Inoltre il Regno Unito, che era impegnato nella prima guerra mondiale, non volle destinare denaro, uomini e mezzi a una spedizione di soccorso.

### Alla deriva nel mare di Weddell
Anche se oggi la posizione della spedizione può apparire disperata, Shackleton scrisse più tardi che all'inizio non si era preoccupato eccessivamente dell'immobilità dell'Endurance. Pur sapendo che il ghiaccio intorno alla nave poteva diventare un problema, era confortato dall'esperienza di altri esploratori che, rimasti imprigionati nella banchisa delle regioni polari, avevano trovato più tardi una via d'uscita. Inizialmente dunque Shackleton era soltanto contrariato del fatto che la nave si fosse fermata in un luogo che non gli consentiva di iniziare la programmata traversata continentale.

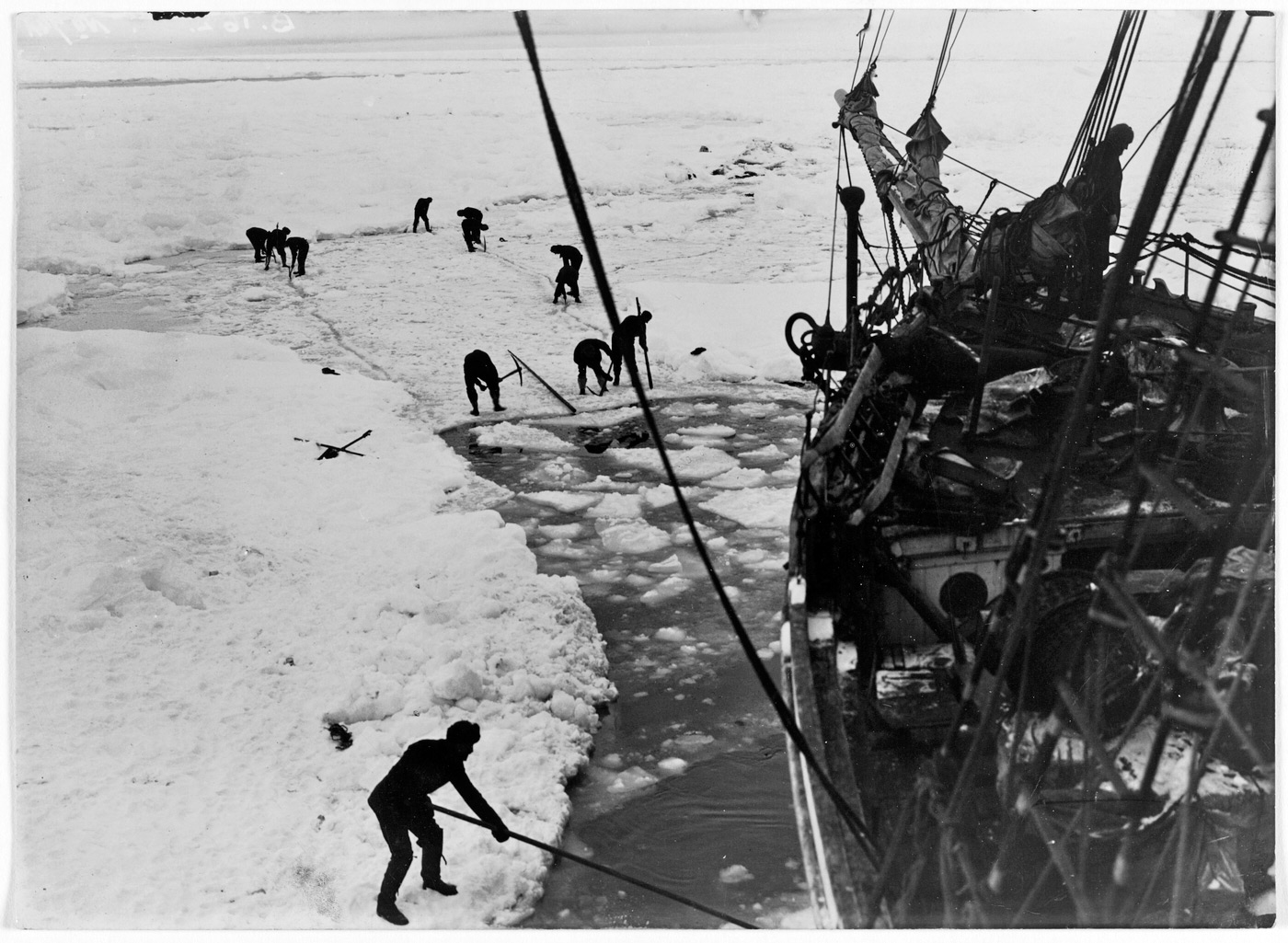
L'equipaggio tenta di liberare la nave.

Le misurazioni della posizione della nave effettuate dagli uomini evidenziavano che l'Endurance stava derivando verso ovest e al tempo stesso verso nord. Frank Worsley, il capitano della nave, registrava minuziosamente gli spostamenti che risultarono essere di soli pochi chilometri durante il mese di febbraio, ma già in marzo il pack accelerò il suo movimento e portò la spedizione sempre più lontano dalla costa di Luitpold. Le speranze di Shackleton d'iniziare la traversata nella stagione seguente si fecero ogni giorno più lievi.
Il 1º maggio 1915 il sole tramontò un'ultima volta sull'Antartico: era l'inizio del lungo inverno australe. Shackleton scrisse:
(Ernest Shackleton, South!, cap III)
L'Endurance era vincolata a un pezzo di banchisa di una superficie di alcuni chilometri quadrati. In quel periodo Shackleton riteneva che il ghiaccio si sarebbe frantumato al sopraggiungere dell'estate o, nella peggiore delle ipotesi, quando la deriva avrebbe spinto la nave sino all'estremità settentrionale del mare di Weddell. Tuttavia, con l'avvicinarsi della primavera, l'equipaggio si rese conto che non sarebbe tanto semplice liberare l'imbarcazione: mentre il ghiaccio iniziava a rompersi, enormi blocchi di banchisa andavano alla deriva, per poi scontrarsi di nuovo e ricompattarsi con violenza rendendo inutile ogni tentativo di aprire un varco per raggiungere il mare aperto.

### Naufragio nel ghiaccio
A partire da agosto e ancor di più durante settembre e ottobre gli uomini osservavano pericolose fenditure che si aprivano nel ghiaccio e poi si richiudevano, spesso in prossimità della nave. Fin dal luglio Shackleton aveva informato il capitano Worsley di considerare l'Endurance perduta. Benché la nave fosse infatti in grado di resistere a pressioni elevate come qualunque altra nave polare dell'epoca, la situazione era effettivamente irrecuperabile. Il 24 ottobre la nave finì in una frattura della banchisa. Sottoposta alla pressione del ghiaccio il ponte iniziò a torcersi e a scomporsi. A questo punto l'acqua iniziò ad entrare nella stiva, mentre il legno si spezzava con rumori terrificanti, successivamente descritti dai marinai come simili a quelli "di grandi fuochi d'artificio e alla detonazione di cannoni".

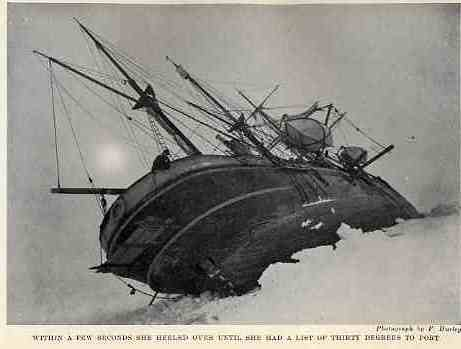
L'Endurance ormai perduta.

L'equipaggio tentò di pompare fuori l'acqua, tuttavia il 27 ottobre Shackleton fu costretto a dare l'ordine di abbandonare la nave.
(Ernest Shackleton, South!, cap IV.)
Gli uomini si accamparono sul ghiaccio, di fianco alla nave, portando con sé i cani, i materiali, le provviste e tre scialuppe di salvataggio. La temperatura esterna era intorno ai -25 °C e le settimane seguenti furono utilizzate per salvare tutto quanto possibile dalla nave, in particolare furono recuperate le fotografie e il materiale fotografico, in un primo tempo abbandonato. Nel frattempo la nave continuava ad essere sottoposta alle violente pressioni della banchisa che provocarono numerose rotture tanto che, il 15 novembre 1915 l'Endurance si inabissò definitivamente a 69°00′S 51°30′W.
Il banco di ghiaccio su cui si trovavano era sottoposto ad una fortissima pressione e rischiava di spaccarsi. Per questo Shackleton ritenne saggio spostare tutto su un altro banco, più grande e all'apparenza più resistente, a poco meno di duecento metri di distanza. Questo campo venne chiamato Dump Camp, a causa della quantità di cose che furono costretti ad abbandonare. Infatti, non potevano permettersi di trasportare nulla che non fosse strettamente necessario e, per questo, la selezione dell'equipaggiamento fu drastica. Nel giro di poco tempo il campo fu trasferito sul banco più grande, da dove Shackleton iniziò a dirigere i preparativi per il lungo viaggio che li attendeva, un viaggio tra i ghiacci fino all'isola di Paulet o di Snow Hill.
Essendo diventato insicuro anche Dump Camp spostarono di nuovo l'accampamento a un chilometro e mezzo di distanza.

### A piedi sul pack
Senza le provviste e l'equipaggiamento stivati nell'Endurance non era più possibile continuare la spedizione come programmato. Shackleton fece sapere ai suoi uomini che ora dovevano pensare soltanto a come far ritorno nel Regno Unito.

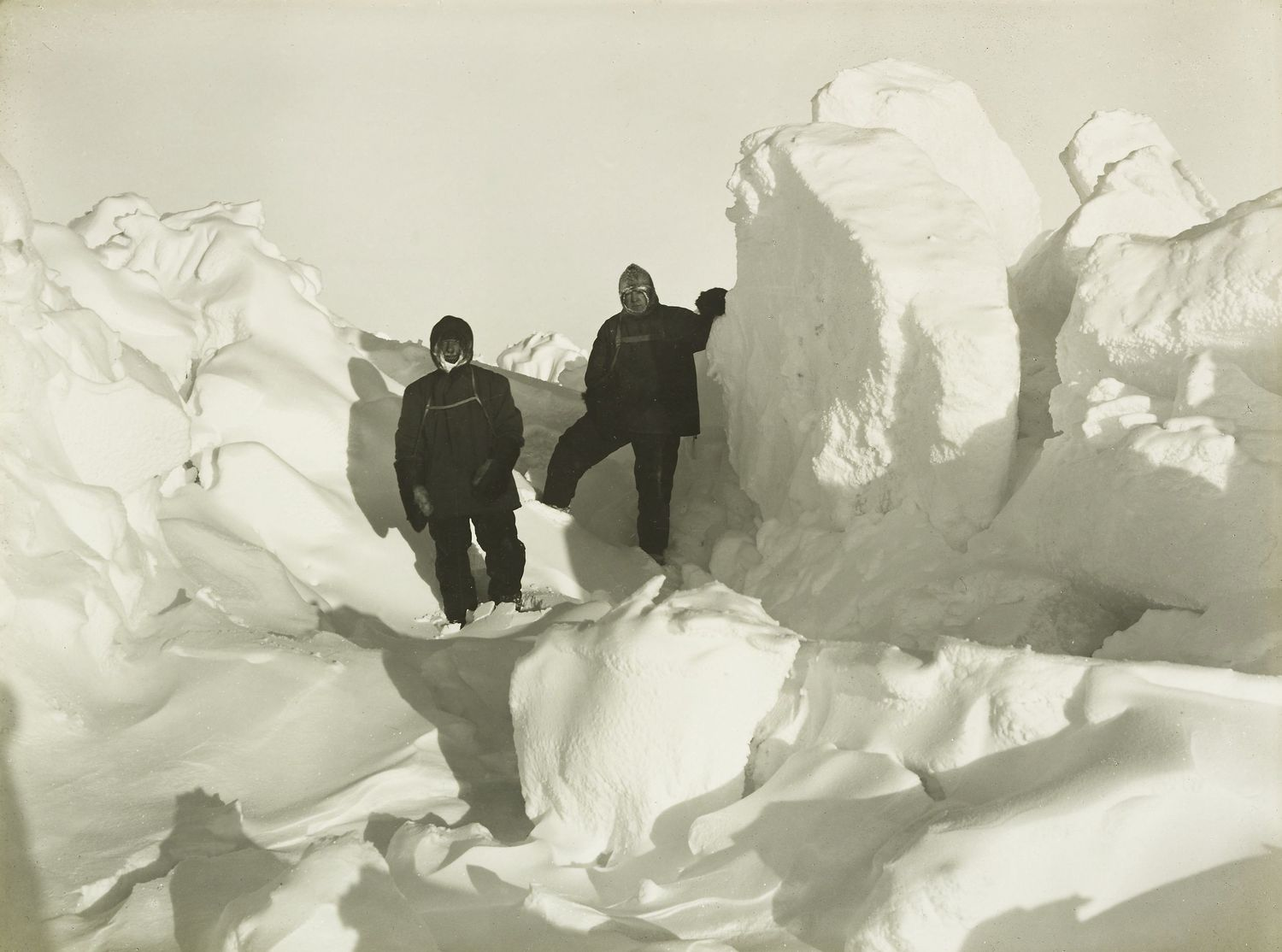
Wild e Shackleton fotografati vicino agli ammassi di ghiaccio creati dalle pressioni orizzontali del pack.

Inizialmente il gruppo si diresse verso l'isola Paulet che quindici anni prima aveva dato rifugio ai naufraghi della spedizione Nordenskjöld-Larsen. Shackleton credette infatti che una distanza di 450 chilometri fosse tutto sommato ragionevole e che le provviste, calcolate per attraversare un continente, fossero sufficienti agli uomini per raggiungere la meta. Una volta intrapreso il viaggio esso si rivelò però molto più difficile del previsto. La superficie del pack non ha infatti molto in comune con quella del continente: a causa della pressione orizzontale il ghiaccio si solleva creando ammassi alti anche tre metri, che rendono la progressione difficile e faticosa tanto più che il gruppo doveva trascinare le scialuppe e le slitte con l'attrezzatura.
Inoltre, man mano che il tempo migliorava, il moto ondoso faceva spezzare la banchisa più a nord e rendeva quella dove si trovava la spedizione via via più sottile e fragile, contribuendo ad aumentare difficoltà e pericoli. Muoversi sul ghiaccio diventò presto un rischio perché esso, spezzandosi, poteva separare gli uomini o far rovesciare una barca, danneggiandola seriamente. Shackleton tentò per due volte di far avanzare i suoi uomini, ma il gruppo si rivelò troppo lento: in occasione di uno di questi tentativi riuscirono infatti a percorrere soltanto 18 chilometri in sette giorni di sforzi intensi. A questo ritmo sarebbero serviti 200 giorni per raggiungere l'isola Paulet e le provviste non consentivano una tale autonomia. Scoraggiato, Shackleton rinunciò all'obiettivo ed ordina ai suoi uomini di montare le tende sul ghiaccio.

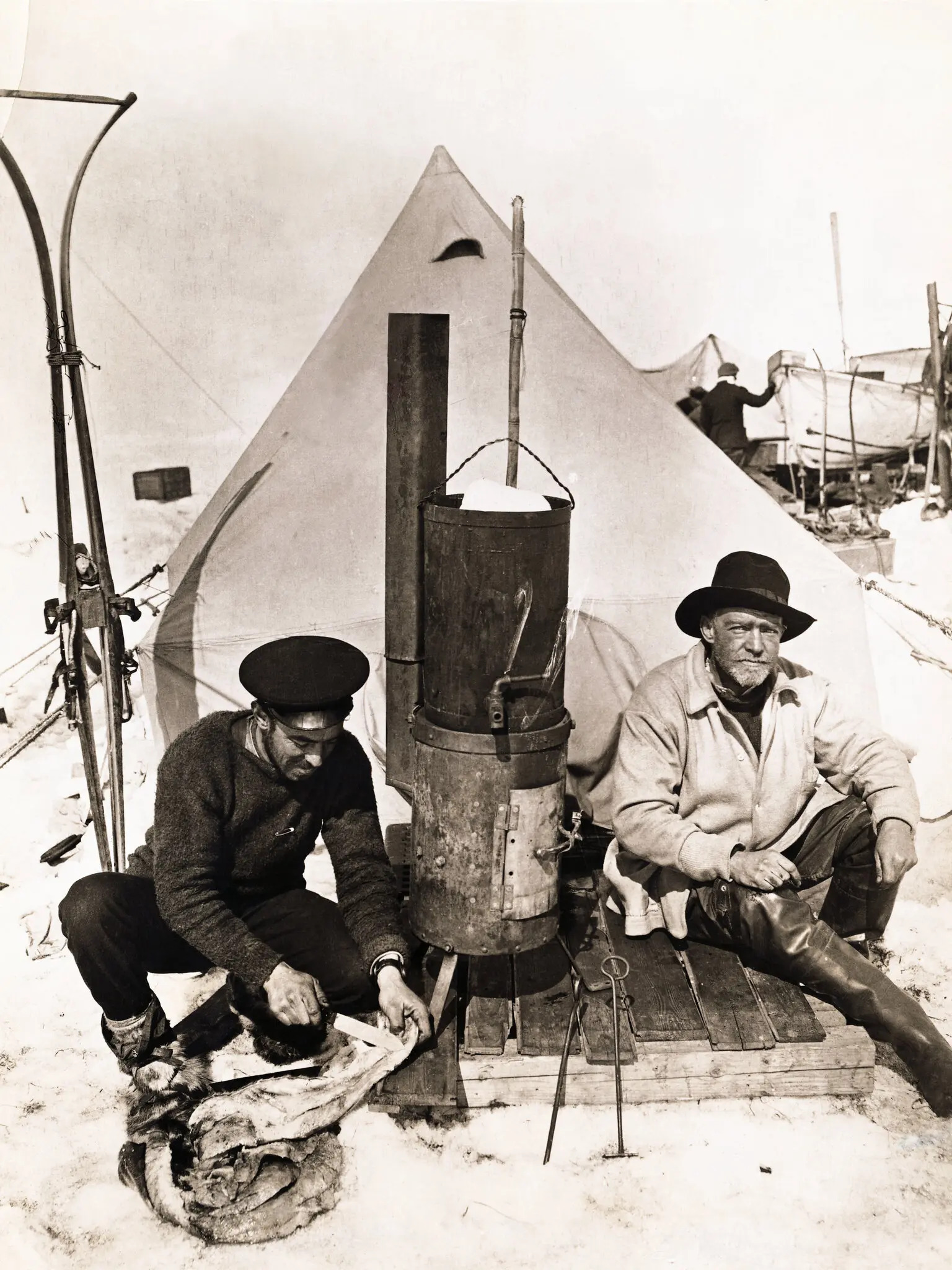
Frank Hurley ed Ernest Shackleton al campo sul continente antartico.

La conseguenza immediata di questo seppur piccolo spostamento fu la sensibile riduzione dello stock di provviste disponibili. Oltre ad aver bisogno di più calorie per trascinare le barche, il gruppo si era anche allontanato dalla zona del naufragio, nei pressi della quale gli uomini avevano accumulato tutto quanto erano riusciti a salvare dall'Endurance. Vista l'impossibilità di portare tutto con loro avevano infatti pensato di abbandonare parte dei rifornimenti per ridurre il peso delle slitte. Foche e pinguini dapprima utilizzati come variante nei pasti diventarono la portata principale, dato che Shackleton preferiva conservare le razioni per un impiego futuro. Anche il combustibile necessario per riscaldarsi, cucinare o semplicemente per fondere della neve per dissetarsi poteva essere ricavato esclusivamente dall'olio di foca per cui, quando foche e pinguini iniziarono inspiegabilmente a scomparire dal paesaggio, gli uomini cominciarono a preoccuparsi e le razioni vennero immediatamente ridotte. Per sopravvivere dovettero essere abbattuti anche i cani da slitta.

#### Ocean Camp
Shackleton decise di trovare un banco di ghiaccio più solido per accamparsi, almeno fino a quando le condizioni non fossero state più favorevoli per tentare una camminata verso la salvezza. Perciò fece trasferire le tende e tutta l'attrezzatura su un banco di ghiaccio vecchio, spesso e pesante a circa due chilometri e mezzo dall'Endurance e lì allestirono il campo, che chiamarono Ocean Camp. Questo pezzo di ghiaccio, grande un chilometro e mezzo quadrato, fu la loro casa per quasi due mesi ma nel corso del tempo, si ridusse in frammenti sempre più piccoli. Spostare le due scialuppe si rivelò difficilissimo.
Per conservare quanto più a lungo possibile i viveri destinati alla marcia sulle slitte Shackleton fece cacciare foche e pinguini che oltre ad una scorta abbondante di carne fornirono anche molto grasso da usarsi come combustibile, con un fornello improvvisato costruito a mano, utilizzando un fusto usato per l'olio. Per il sostentamento dei 28 uomini, dei 69 cani e il gatto era necessaria almeno una foca al giorno, che veniva servita bollita o fritta.
Una squadra fu mandata indietro a Dump Camp, per raccogliere altri vestiti e quanti più materiali possibili, tabacco compreso.
Tornarono spesso anche alla nave, recuperando molto cibo, capi di abbigliamento, oltre a qualche oggetto personale che, in preda all'ottimismo, nella fuga attraverso i ghiacci in movimento diretti verso la salvezza, avevano pensato di potersi lasciare alle spalle.
Il 20 dicembre, dopo aver discusso della questione con Wild, Shackleton informò tutti che intendeva cercare di marciare verso ovest, al fine di avvicinarsi all'isola di Paulet.

#### La marcia intermedia
Alle tre di mattina del 23 dicembre tutti insieme incominciarono a portare le due scialuppe, la James Caird e la Dudley Docker al di là di quei ghiacci frammentati, approfittando della crosta notturna ancora compatta. L'intenzione di Shackleton era quella di dormire di giorno e avanzare di notte, in modo da sfruttare le temperature più basse ed utilizzare delle superfici più compatte. Ma da ovest arrivò una fitta nebbia di mare, e così riuscirono a partire solo verso le quattro e trenta, dopo aver bevuto del caffè bollente. Di fatto le due barche furono trascinate a turno da tutti gli uomini con tante manovre e tortuosi passaggi tra i ghiacci. Poi fecero ritorno a Ocean Camp per prendere le tende e il resto delle slitte. Si accamparono vicino alle scialuppe, a circa due chilometri di distanza dal campo.
Si spostarono per circa due chilometri e mezzo di distanza, fino ad un nuovo accampamento che chiamarono Patience Camp.

#### Patience Camp
A Patience Camp rimasero per circa tre mesi e mezzo. A causa della scarsità di cibo Shackleton diede l'ordine di uccidere e di mangiarsi tutti i cani tranne due squadre. Fu condannato a morte anche il gatto Chippy di McNeish, che non consumava altro che 100 g di carne al giorno, che pur di sopravvivere avrebbero potuto essere due bocconi della razione stessa di McNeish. (Il gatto fu poi sepolto in Nuova Zelanda)
Il 2 febbraio Shackleton mandò indietro a Ocean Camp, diciotto uomini, guidati da Wild, a prendere tutto il cibo rimanente e anche la terza scialuppa, la Stancomb Wills. Il gruppo partì all'una di notte, trainando una slitta vuota e arrivò a Ocean Camp due ore e mezza più tardi. Poi tornò indietro con la scialuppa montata sulla slitta.

### Sino all'isola Elephant in barca
Il 9 aprile 1916 gli uomini, notato che il ghiaccio iniziava a frantumarsi, salirono a bordo delle scialuppe faticosamente trasportate sulla banchisa. Avevano tre barche: una baleniera denominata James Caird, una lancia n. 1 denominata Dudley Docker e una seconda lancia, denominata Stancomb Wills. McNeish, il falegname, aveva fatto tutto il possibile per migliorare le imbarcazioni. Il mare consentiva una maggiore mobilità e Shackleton, che si era preparato da tempo ad una simile evenienza, aveva già in mente dove dirigere il gruppo. La destinazione migliore sembrava essere l'Isola Desolation, circa 300 km a ovest che, oltre ad avere vaste colonie di foche e pinguini, è provvista di una piccola chiesa in legno che avrebbe potuto essere utilizzata dal carpentiere del gruppo per migliorare le caratteristiche delle barche. Le altre possibili destinazioni sono l'isola Elephant e l'isola Clarence, più vicine tanto da essere state a portata di vista durante il mese di marzo.
Una volta salpati, anche se la carne di foca non mancava, risultava essere molto difficile alimentare il fuoco per riscaldarsi, cucinare e fondere il ghiaccio indispensabile per placare la sete che attanagliava l'equipaggio. Alcune notti la temperatura scendeva anche sino a -20 °C e gli uomini erano continuamente bagnati dalla gelida acqua del mare. Gran parte delle riserve di cibo si congelavano e il morale scende al minimo. Per la prima volta infatti il gruppo conobbe la mancanza di protezione contro le intemperie, Shackleton capì che non aveva altra scelta che far rotta verso la più vicina terraferma. Dopo sette giorni di navigazione tutte e tre le imbarcazioni riuscirono a raggiungere l'isola Elephant. Era il 14 aprile del 1916.

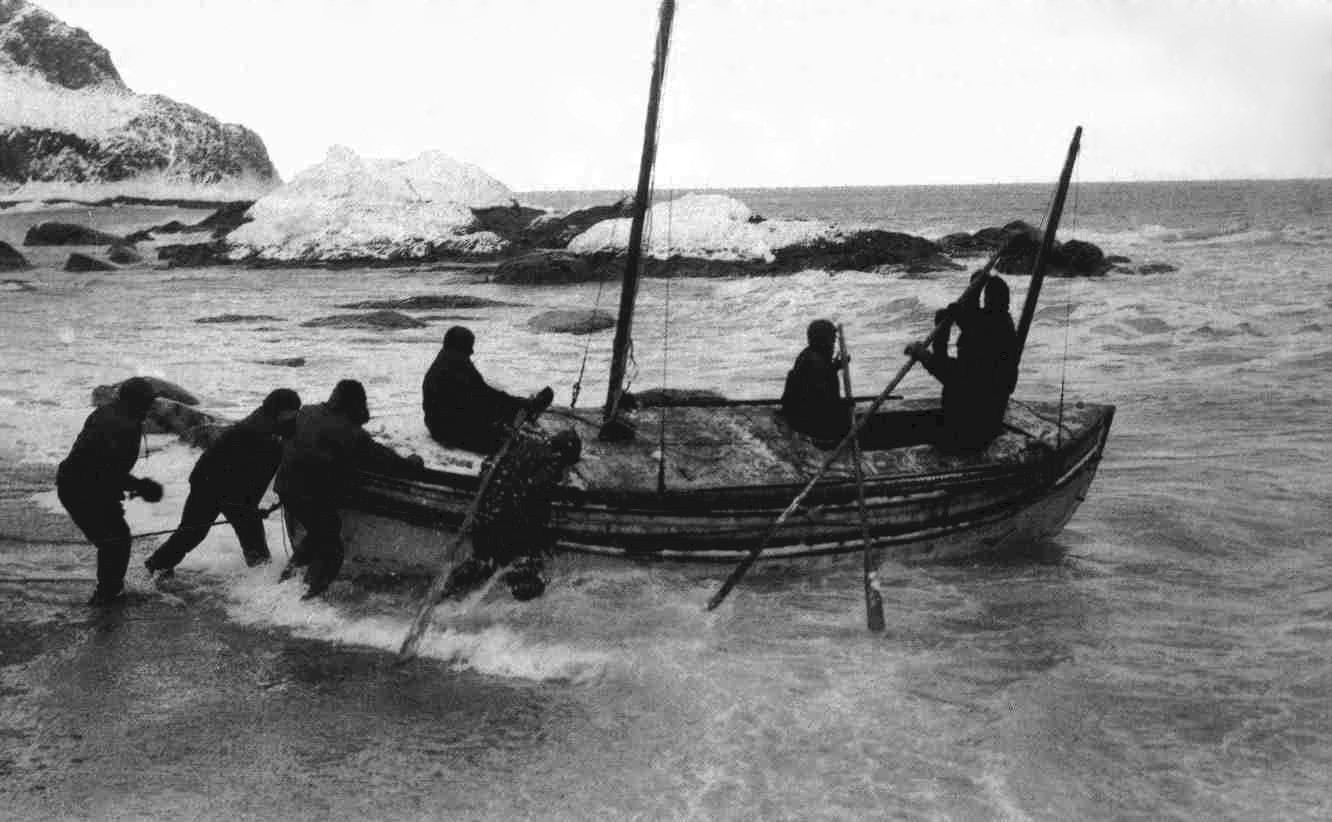
La partenza della James Caird dall'isola Elephant. 24 aprile 1916.

### Il viaggio per mare dellaJames Caird
L'isola Elephant non è il luogo ideale dove attendere soccorsi. L'isola è infatti inospitale: la maggior parte della superficie è ricoperta da neve e ghiaccio mentre il resto è costituito esclusivamente da rocce. Nonostante la relativa abbondanza di foche e pinguini, il gruppo temeva che gli animali potessero spostarsi così come era avvenuto per quelli nei pressi del campo sul continente da poco abbandonato. L'arrivo dell'inverno era un'ulteriore fonte di preoccupazione tanto più che il clima del Canale di Drake confermava la sua terribile reputazione. Per ultimo l'isola si trovava distante dai luoghi che la spedizione aveva previsto di esplorare e lontana dalle rotte marittime dell'epoca, rendendo quindi scarsamente probabile l'avvistamento casuale di una nave.
Shackleton capì rapidamente che era indispensabile ripartire al più presto e ritenne che la destinazione migliore fosse la Georgia del Sud, anche se questo significava navigare per oltre 1 500 chilometri in pieno oceano con la James Caird, una delle scialuppe salvate dal naufragio dell'Endurance.

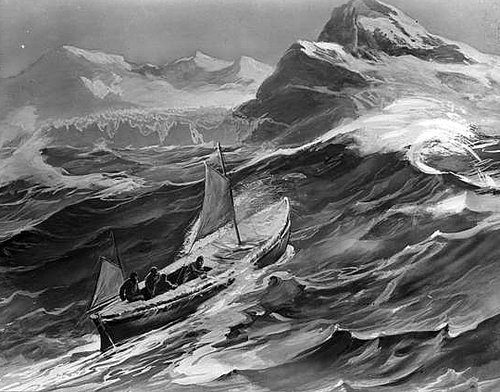
Un disegno della James Caird in viaggio verso la Georgia del Sud pubblicato nel libro di Shackleton South! del 1919.

Le acque che gli uomini dovevano affrontare a bordo di una barca lunga sette metri riempita di mezza tonnellata di gallette e sacchi di sabbia per fare da zavorra sono conosciute per essere tra le più tempestose del mondo. Shackleton scrisse più tardi che le raffiche di vento sono moneta corrente in quei luoghi e Worsley riporta che espressioni come eight bells (cioè un vento forza otto nella scala Beaufort) sono assai comuni. Le stazioni meteorologiche moderne installate nel passaggio di Drake registrano venti da 60 a 70 km/h e onde di oltre sette metri in media per 200 giorni all'anno. Diverse fonti confermano inoltre che non sono rare onde di oltre 20 metri, le condizioni sono così estreme che i marinai, nei secoli, hanno dato un nome ai venti che si possono incontrare alle diverse latitudini dell'area. Il viaggio della James Caird resta a tutt'oggi uno dei più temerari viaggi marittimi mai effettuati.
Dato che Shackleton aveva iniziato la sua navigazione dall'isola Elephant a 61°S con destinazione intorno a 54°S la James Caird si sarebbe trovata ad attraversare in pieno la furia dell'oceano. Conscio di dover affrontare onde più alte della stessa lunghezza della barca e delle scarse speranze di successo, decise di caricare viveri per non più di quattro settimane, consapevole del fatto che, se non avessero raggiunto la Georgia del Sud entro quel periodo, avrebbe significato che erano affondati o irrimediabilmente persi nei mari antartici.
Per questo viaggio Shackleton si fece accompagnare dai marinai Tim McCarthy e John Vincent e dall'ufficiale pluridecorato Tom Crean. Venne inoltre imbarcato il carpentiere della spedizione, Harry McNish, che iniziò subito a lavorare alla James Caird alzandone i bordi, rafforzando la chiglia e costruendo un ponte improvvisato in legno e tessuto intriso di olio e sangue di foca per renderlo impermeabile. Il navigatore fu Frank Worsley, cui spettava il difficile compito di verificare la rotta con il solo ausilio di un sestante e di un cronometro, conscio che mancare il bersaglio avrebbe significato condannare l'equipaggio.
Il 24 aprile 1916 la barca lasciò l'isola Elephant. Successivamente Shackleton scrisse:

Mappa con la cronologia della spedizione dall'intrappolamento dell'Endurance al salvataggio degli uomini sull'isola Elephant.

L'8 maggio 1916, dopo 15 giorni di navigazione l'equipaggio, stanco ed assetato, avvistò alcune isole della Georgia del Sud. Il morale si riprese ma Shackleton, per evitare un attracco di notte su una costa sconosciuta e non cartografata, preferì restare al largo ed attendere l'alba. Dopo poche ore scoppiò una violenta tempesta con venti paragonabili a quelli di un uragano. Per nove pericolosissime ore l'equipaggio lottò per non essere spinto contro gli scogli e riuscì finalmente a toccare terra il 10 maggio.
Shackleton scrisse:
()

### A piedi lungo la Georgia del Sud
Shackleton sapeva di non poter circumnavigare la Georgia del Sud per raggiungere le stazioni baleniere sull'altro lato perché i venti dominanti avrebbero reso il viaggio ad alto rischio di naufragio. Decise quindi di lasciare la James Caird nella baia di re Haakon e di attraversare l'isola a piedi. Il gruppo era vicino alla meta, ma l'interno dell'isola era praticamente inesplorato e solcato da montagne perennemente innevate e da ghiacciai. La necessità di Shackleton di raggiungere l'altro lato dell'isola coincise dunque con la prima traversata in assoluto della Georgia del Sud.
Il 19 maggio 1916 alle 03.20 mattino, dopo aver lasciato i tre membri più stanchi nella baia di re Haakon, Shackleton, Worsley e Crean si avviarono per raggiungere la stazione di Stromness. Privi di una tenda, e di sacchi a pelo, utilizzando dei ramponi improvvisati conficcando dei chiodi nelle suole delle loro scarpe e senza l'ausilio di altro equipaggiamento, a parte una corda e un'ascia, attraversarono i 50 km dell'isola seguendo un percorso non certo rettilineo e tornando più volte sui loro passi dato che non disponevano di una cartina dell'area. Alle quattro di pomeriggio del 20 maggio raggiunsero finalmente la stazione dei balenieri.

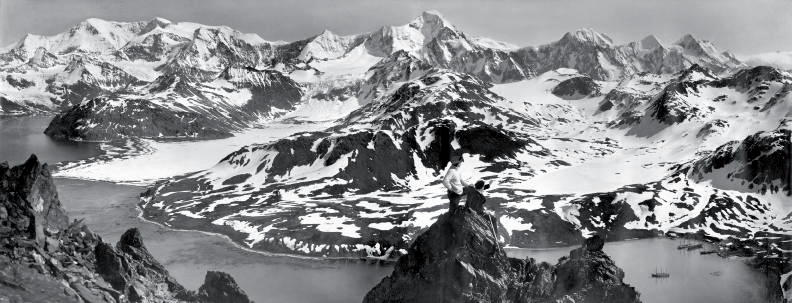
Tipiche montagne della Georgia del Sud.

Arrivati a Stromness Shackleton e gli altri furono accolti dall'amministratore della stazione che li alloggiò nella sua casa.
Più tardi venne allestito un banchetto in onore degli esploratori, dove balenieri stupefatti ascoltarono il racconto della traversata nei mari antartici.
McNish, McCarthy e Vincent, rimasti alla baia di re Haakon, furono recuperati il giorno seguente da alcuni marinai guidati da Worsley. In proposito Shackleton scrive:
Il tempo di attraversamento risultò così breve che anche alpinisti esperti e ben equipaggiati, al giorno d'oggi, hanno difficoltà a fare altrettanto.
È interessante notare che la successiva traversata di successo della Georgia del Sud fu compiuta solo nell'ottobre del 1955, dall'esploratore britannico Duncan Carse, che percorse in gran parte la stessa rotta di Shackleton. In tributo scrisse:

### Aspettare i soccorsi sull'isola Elephant
Come detto, Shackleton aveva lasciato 22 uomini, gran parte dell'equipaggio dell'Endurance, sull'isola Elephant, al comando del suo secondo, Frank Wild. L'isola appare immediatamente inospitale: Shackleton ha scritto nei suoi racconti che prima di salpare con la James Caird i venti, che soffiavano tra i 112 ed i 145 chilometri orari, avevano ridotto a brandelli le tende che avevano egregiamente riparato gli uomini della spedizione durante la permanenza sulla banchisa.
Nonostante l'isola Elephant si trovi oltre 1 500 chilometri a nord dal luogo da dove la spedizione aveva dovuto abbandonare l'Endurance, le temperature erano rigide. Per poter sopravvivere gli uomini costruirono una rudimentale capanna con pietre per pareti e gli scafi rovesciati delle due scialuppe rimaste come tetto. Quel che restava delle tende fu cucito insieme e utilizzato, con la neve compattata, per tentare di isolare il riparo. La struttura resse bene ai violenti blizzard che si abbattevano sull'isola. Paradossalmente le basse temperature offrono migliori condizioni di vita per gli uomini perché se la temperatura esterna supera gli zero gradi la neve inizia a sciogliersi provocando l'allagamento della capanna mentre la carne di foca accumulata inizia a scongelarsi ed a marcire.

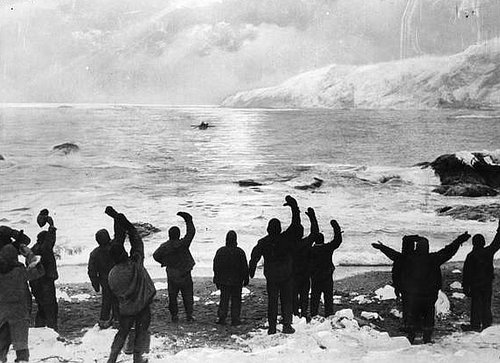
Shackleton fa ritorno sull'isola Elephant il 30 agosto 1916 ed apprende che tutti i 22 uomini rimasti sono sopravvissuti.

### Il salvataggio
Appena in salvo nella Georgia del Sud, Shackleton iniziò ad organizzare la spedizione di soccorso per recuperare gli uomini rimasti sull'isola Elephant. Il primo tentativo venne effettuato soltanto tre giorni dopo l'arrivo a Stromness. Il 23 maggio 1916 il peschereccio The Southern Sky, che si trovava nella baia, salpò con destinazione isola Elephant. Questo primo tentativo operato grazie all'aiuto dei pescatori locali non ebbe però successo poiché la nave, sebbene giunta in prossimità dell'obiettivo, fu costretta a tornare indietro a causa dello spessore della banchisa.
Shackleton fece rotta allora verso Port Stanley nelle isole Falkland. Arrivato in porto il 31 maggio 1916 ricevette un telegramma da re Giorgio V:
(Giorgio V)
Una volta capito che il Regno Unito, impegnato nella prima guerra mondiale contro gli imperi centrali, non avrebbe inviato soccorsi ai naufraghi ancora in Antartide per almeno sei mesi, Shackleton decise di cercare aiuto in Sud America. Arrivato in Uruguay, il governo locale gli fornì una barca, la Instituto de Pesca No. 1 e successivamente, grazie all'aiuto finanziario del britannico Allan McDonald, ebbe a disposizione anche la nave privata Emma. Entrambi i tentativi furono però vani poiché la banchisa risultava essere ancora troppo spessa e le condizioni meteorologiche si inasprivano con il proseguire della stagione invernale. Tuttavia, il 30 agosto, quattro mesi dopo la partenza dall'isola Elephant, Shackleton riuscì a raggiungere tutti i 22 naufraghi e ad imbarcarli su una nave militare cilena, la Yelcho, comandata da Luis Pardo. Seppur provati dalla dura esperienza, tutti gli uomini del gruppo del mare di Weddell erano in salvo.

### Ritrovamento del relitto dell'Endurance
Il 9 marzo 2022 il Falkland Maritime Heritage Trust ha annunciato che, nell'ambito della spedizione Endurance22, ha localizzato il relitto della Endurance ad una profondità di 3.008 metri nel Mare di Weddell a circa sei chilometri da dove l'imbarcazione si era inabissata nel 1915.
La spedizione, costata 10 milioni di dollari donati da un anonimo finanziatore, è stata supportata da una rompighiaccio sudafricana, la Agulhas II, e da due droni sommergibili dotati di telecamera ad alta risoluzione. Il relitto è stato individuato proprio grazie ai droni sottomarini, che hanno scandagliato il fondale del Mare di Weddell per circa 12 ore al giorno per un mese, prima di trovare il relitto. L'assenza di organismi che si nutrono del legno e le fredde acque antartiche hanno permesso al relitto di conservarsi ottimamente. È stato possibile osservare i danni causati dalla pressione del ghiaccio che squarciò lo scafo facendo affondare la nave, le vele aggrovigliate e gli alberi del veliero, spezzatisi probabilmente durante l'inabissamento, e le lettere dorate che compongono il nome sulla poppa. Sono stati individuati anche alcuni oggetti appartenuti all'equipaggio, come indumenti e stoviglie.
Il relitto dell'Endurance è protetto dal trattato antartico come un monumento e un sito storico. I ricercatori hanno assicurato che durante i rilevamenti e l'esame del relitto nulla verrà toccato né portato in superficie.

## La spedizione nel mare di Ross

### L'arrivo in Antartide

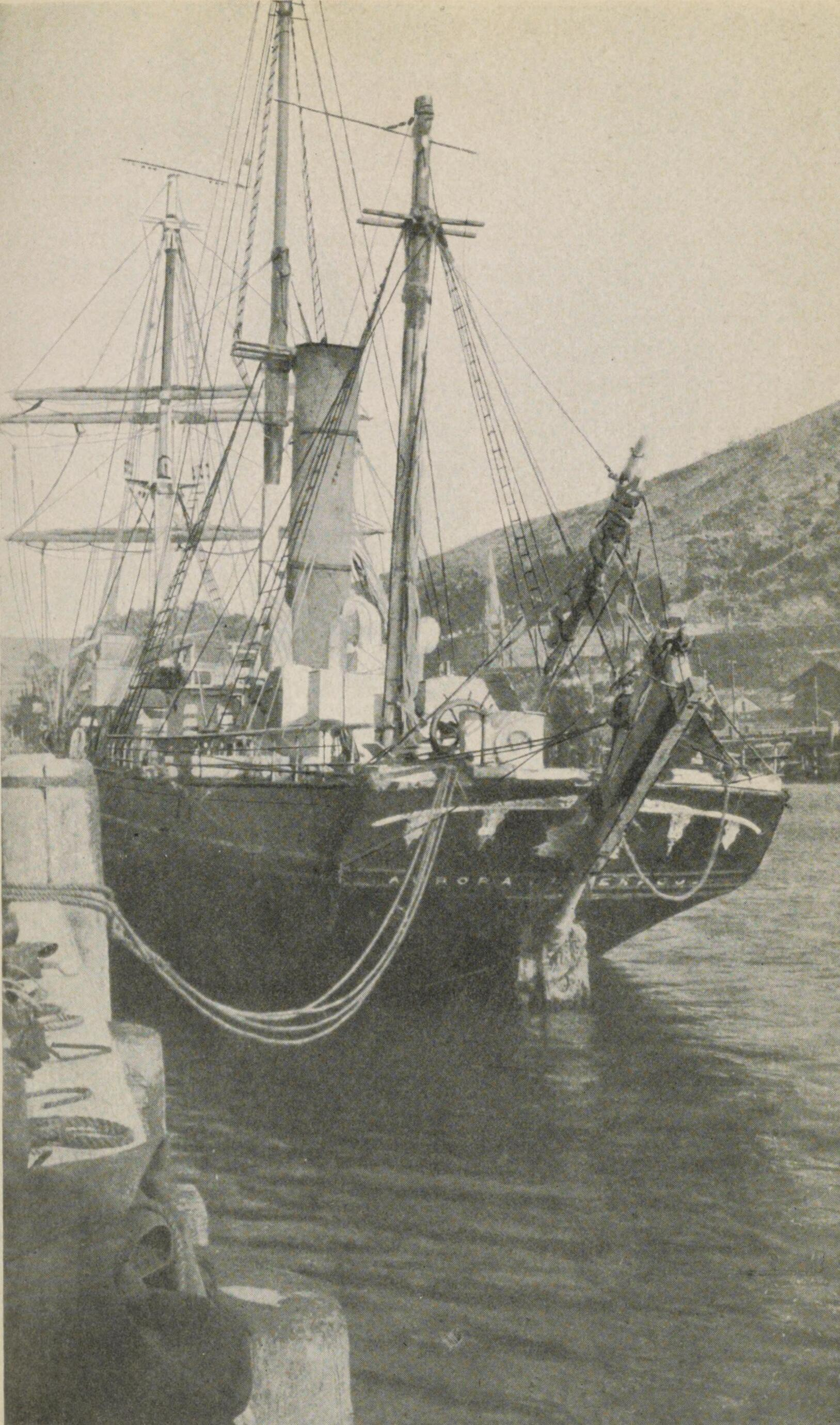
La nave Aurora prima di salpare per l'Antartide.

La nave Aurora salpò da Londra per Sydney al comando di Æneas Mackintosh. Il gruppo, conosciuto anche come Ross Sea Party, fece poi scalo ad Hobart da dove ripartì il 24 dicembre 1914 disegnando una rotta per l'isola di Ross (mare di Ross), in Antartide. Shackleton, che conosceva bene l'area dove avrebbe operato il gruppo di Mackintosh perché l'aveva già esplorata durante la spedizione Nimrod del 1908, scrive:

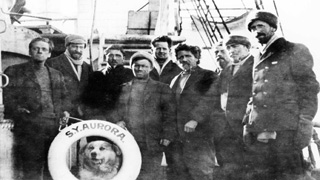
Alcuni membri dell'equipaggio dell'Aurora

Arrivata in Antartide la nave fece una breve sosta a capo Crozier per cacciare pinguini e ormeggiò il 21 gennaio 1915 ad Hut Point, dove l'equipaggio scaricò rapidamente la nave al fine di completare entro l'estate l'installazione dei primi depositi alimentari e di carburante per la slitta a motore sino a 80°S ad uso del gruppo di Shackleton, che avrebbe dovuto arrivare dall'altro lato del continente.
Il 24 gennaio Ernest Joyce, Irvine Gaze e Andrew Jack partirono con parte degli approvvigionamenti, seguiti il giorno dopo da Mackintosh e Arnold Spencer-Smith e da un altro gruppo di sei uomini con una slitta a motore, il 30 gennaio. Mackintosh utilizzava i cani da slitta senza lasciar loro il tempo di riposare. A Joyce, che glielo fece notare, rispose di voler fare in fretta perché era preoccupato che Shackleton potesse aver bisogno dei rifornimenti sin dalla prima stagione.
Il 20 febbraio 1915 raggiunsero 80°S, dove costruirono l'ultimo dei rifugi previsti. Il gruppo di sei uomini con la motoslitta, partito dal campo base, era già tornato indietro, Mackintosh, Jack, Joyce, Gaze e Spencer-Smith si trovavano dunque a dover affrontare il viaggio di rientro da soli. Il gruppo soffrì enormemente per il freddo e il vento, per la mancanza di cibo, per le malattie e il rapido decesso di 16 dei 18 cani che li accompagnavano.

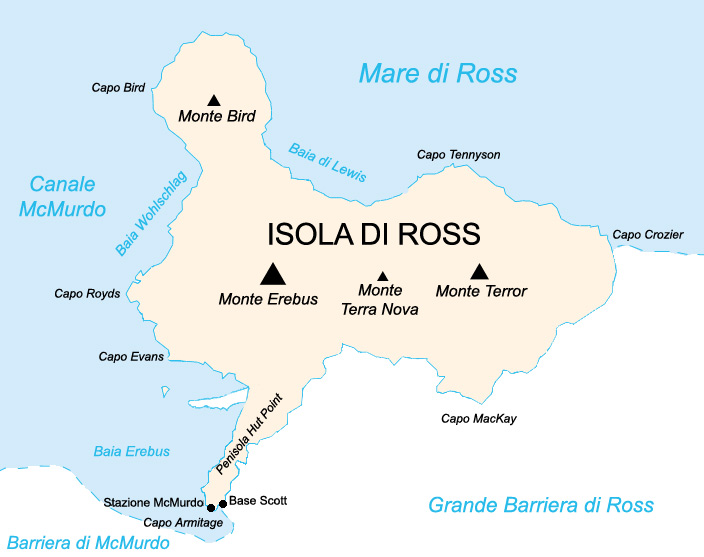
Mappa dell'isola di Ross.

(Shackleton, op. cit., p. 272.)

### Tempesta e deriva dell'Aurora
Il 7 maggio 1915 una tempesta nei pressi di capo Evans rompe gli ormeggi dell'Aurora. Mackintosh ed il suo gruppo composto da Joyce, Jack, John Cope, Ernest Wild e Victor Hayward sono già sulla banchisa quando vedono la nave al comando di Joseph Stenhouse andare alla deriva trascinata dal forte vento. L'Aurora, come l'Endurance, è successivamente immobilizzata dai ghiacci e riesce a riprendere il mare soltanto il 14 marzo 1916. Necessita però di importanti riparazioni e fa rotta verso Port Chalmers in Nuova Zelanda dove arriva il 12 aprile. Nel frattempo 10 uomini sono lasciati al loro destino in Antartide.
Gli uomini di Mackintosh, rimasti a terra insieme ad altri quattro uomini che al momento della tempesta non erano sulla nave, trovano riparo ad Hut Point, il rifugio costruito durante la spedizione Terra Nova di Robert Falcon Scott. Decidono comunque di continuare la loro missione nella barriera di Ross per costruire i depositi che dovranno essere utilizzati dal gruppo di Shackleton. Il geologo Alexander Stevens, il fisico Richard Richards, Spencer-Smith e Gaze rimangono ad Hut Point per effettuare osservazioni scientifiche, combattendo contro la mancanza vestiti, il freddo e lo scorbuto, soffrono della grave mancanza di provviste e di combustibile poiché quasi tutto si trovava ancora a bordo della nave. Erano state scaricate infatti soltanto le razioni di biscotti, di tè e di cacao destinate ai depositi per Shackleton.

### Nuovi depositi
Gli altri uomini si dedicano invece alla costruzioni dei depositi. Il primo, Minna Bluff, è realizzato in febbraio, ma il gruppo non riesce a tornare indietro sino a capo Evans poiché dovrebbe attraversare il canale McMurdo e la stagione fa supporre che il ghiaccio non sia abbastanza spesso per reggere il peso degli esploratori. Trovano dunque riparo ad Hut Point e raggiungono capo Evans solo il 2 giugno dove rimangono sorpresi di non trovare l'Aurora. Alla fine della stagione 1914-15 sono stati costruiti dunque soltanto la metà dei depositi preventivati e gli uomini sono caricati della responsabilità della sopravvivenza del gruppo di Shackleton che credono in procinto di arrivare nel loro lato del continente. Ad Hut Point gli uomini realizzano da soli i vestiti a partire da tessuti non utilizzati, fabbricano scarpe e borse con tutto quanto riescono a recuperare ed addirittura sopperiscono alla scarsità di tabacco con un miscuglio di alghe, segatura, foglie di tè e caffè.

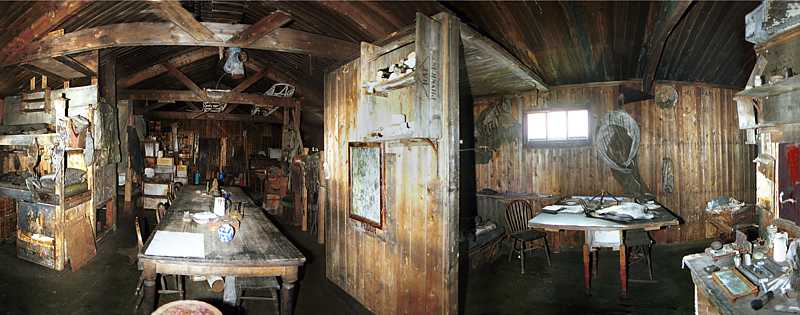
Il rifugio ad Hut Point costruito durante la spedizione Terra Nova.

Durante tutto l'inverno, non senza contrasti, continuano ad organizzare la stagione 1915-16 dove contano di terminare la costruzione dei depositi lungo tutta la barriera sino al ghiacciaio Beardmore. Economizzando per quanto possibile il combustibile ed i prodotti alimentari che dovranno essere lasciati nei rifugi, sopravvivono grazie alla carne di foca, l'unica risorsa virtualmente illimitata della zona. Nel settembre 1915 il gruppo tenta, con scarso successo, di spostare i materiali da capo Evans (sull'isola di Ross) ad Hut Point, più vicino al continente. Il piano di Mackintosh consiste nel continuare poi senza i cani e di trascinare le slitte a mano, ma Joyce è convinto che gli animali siano la sola speranza di successo. Il 9 ottobre nove uomini con quattro cani e tre slitte si mettono in marcia, pur tentando di restare raggruppati, spesso si disperdono. Inizialmente il gruppo prevede di fare diversi viaggi tra Corner Camp e One Ton Depot al fine di avvicinare gli approvvigionamenti per il trasporto finale. Poiché Shackleton ha designato Mackintosh come responsabile della spedizione e Joyce, il musher più esperto, come responsabile della logistica i due si trovano spesso in disaccordo.

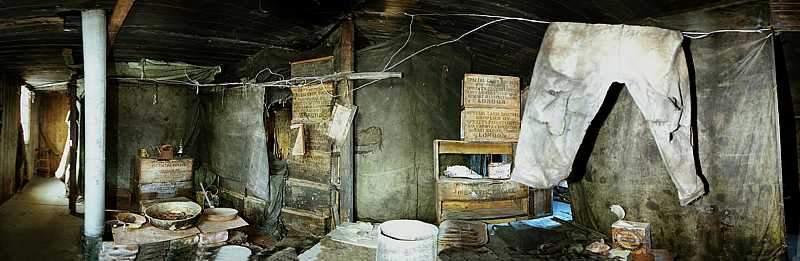
Il rifugio ad Hut Point costruito durante la spedizione Discovery.

Dopo un incidente avvenuto appena dopo l'inizio del 1916, Cope, Jack e Gaze tornato a capo Evans mentre gli altri sei continuano verso sud. A metà strada per il ghiacciaio Beardmore, Mackintosh raccomanda il trasporto manuale dei materiali. Il vento soffia oltre i 130 km/h, la neve rende ciechi, la temperatura arriva sotto i -40 °C, la razione giornaliera scende fino a consistere in mezzo biscotto e otto zollette di zucchero, ci si nutre anche col cibo per i cani, gli ultimi alimenti freschi consumati risalgono all'ottobre precedente. Il gruppo stremato è perplesso dell'ulteriore sforzo imposto loro, litigano. In aggiunta a questo Spencer-Smith e lo stesso Mackintosh soffrono per diverse ferite che si sono procurati durante il percorso. Arrivati nei pressi del ghiacciaio Beardmore, Spencer-Smith collassa ed è incapace di continuare. Gli altri lo lasciano indietro nella tenda più piccola sperando che il riposo lo aiuti a riprendere le forze mentre proseguono la marcia per altri 60 chilometri per costruire l'ultimo deposito (Mont Hope). Nonostante tutte le difficoltà riescono dunque ad erigere tutti i rifugi per Shackleton che vengono riempiti di provviste conservando soltanto le razioni minime per il viaggio di ritorno. Quando il gruppo torna sui suoi passi e raggiunge Spencer-Smith lo trova però sensibilmente peggiorato, anche a causa dello scorbuto.

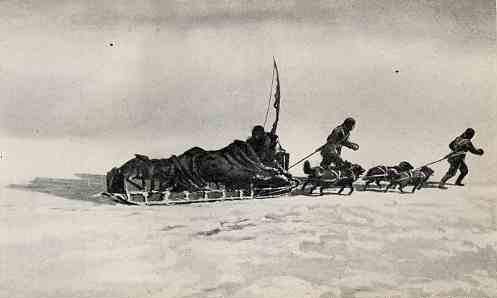
Mackintosh e Spencer-Smith, incapaci di camminare, sono caricati sulle slitte e trascinati dai compagni.

### Il viaggio di ritorno
Il gruppo inizia immediatamente il viaggio di ritorno. Spencer-Smith, incapace di camminare, viene trasportato su una slitta. Anche Mackintosh deve esservi presto caricato e trascinato dai compagni. Il gruppo lotta per ogni tappa, che corrisponde ai depositi siti a 82°, 81° e 80°. In ognuno prendono abbastanza provviste per una settimana ma, passato il deposito a 80°, dopo 5 giorni il loro cammino è fermato da una forte tempesta di neve. Per sopravvivere riducono le già scarse razioni, tanto che al 22 febbraio ad ogni uomo spettano soltanto otto zollette di zucchero e mezzo biscotto. Mackintosh chiede ai compagni di abbandonarlo e di continuare. Nella disperazione Joyce, Richards e Hayward lasciano Mackintosh e Spencer-Smith con Wild ad assisterli sul posto ed avanzano per cercare nuove provviste in un deposito che dista una quindicina di chilometri. Tutti sono ormai colpiti da scorbuto.
Lottando contro venti ad oltre 130 km/h, i cani restano tre giorni senza mangiare, mentre gli uomini sopravvivono con tè e quel che resta del cibo per gli animali. A causa del freddo, della stanchezza e del forte vento per percorrere i quindici chilometri sono costretti ad accamparsi due volte. Nonostante la scarsa visibilità riescono ad individuare il più fornito dei depositi costruiti dove possono nutrire sé stessi ed i cani con farina di avena. Dopo un giorno di riposo in cui viene anche riparata la tenda strappata dal vento, si rimettono in marcia per recuperare i compagni che raggiungono una settimana dopo averli lasciati. Wild che era rimasto con Spencer-Smith e Mackintosh è molto preoccupato per i compagni, ma la scarsità di viveri di cui dispongono impone un severo razionamento. Quando vede tornare Joyce, Richards e Hayward si precipita fuori dalla tenda per aiutarli a tirare la slitta mentre Mackintosh, che non riesce a stare in piedi, striscia all'esterno per ringraziare il gruppo di Joyce per l'aiuto. Il gruppo ha ora nuove provviste prese dal deposito, ma difetta sempre di prodotti alimentari freschi necessari per curare lo scorbuto.

### La morte di Spencer-Smith
I due invalidi sono caricati sulle slitte per il viaggio di ritorno. Mackintosh è sempre molto debole e durante il percorso cade per due volte dalla slitta senza che il gruppo se ne accorga immediatamente. La carovana deve quindi tornare indietro per recuperarlo. Troppo deboli per continuare a trasportare due persone e con Hayward sul punto di crollare gli uomini decidono di lasciare Mackintosh in tenda, mentre Joyce, Wild e Richards si affrettano a raggiungere Hut Point con Spencer-Smith e Hayward. Alle 5:45 del mattino del 9 marzo del 1916, Arnold Spencer-Smith fotografo e cappellano, ad appena due giorni dal rifugio sull'Hut Point, muore per gli stenti. Dopo averlo sepolto i quattro superstiti ripartono e raggiungono Hut Point l'11 marzo da dove, dopo essersi nutriti con carne fresca di foca, ripartono per recuperare Mackintosh e lo trasportano al rifugio.

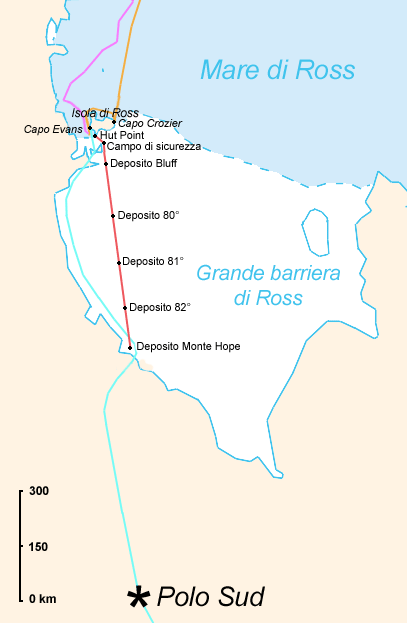
Il percorso del gruppo del mare di Ross raffigurato su una mappa moderna.
Turchese: il tragitto che avrebbe dovuto compiere Shackleton.
Arancio: il viaggio dell'Aurora
Rosa: l'Aurora alla deriva.
Rosso: il percorso seguito per la costruzione dei depositi.

### La morte di Mackintosh e di Hayward
Mackintosh, Joyce, Richards, Hayward e Wild sono dunque sopravvissuti al duro viaggio di ritorno, ma adesso il gruppo è bloccato a Hut Point con scarsi viveri. Nonostante che il ghiaccio sia ritenuto troppo sottile per rischiare il viaggio finale sino a capo Evans, Mackintosh, che può nuovamente camminare, annuncia, tra le obiezioni dei compagni, che tenterà la traversata insieme a Hayward. Poche ore dopo la partenza si scatena però una forte tempesta di neve. Joyce, Richards e Wild attendono la fine della tormenta per iniziare le ricerche, ma il 10 maggio riescono soltanto ad individuare le tracce della slitta di Mackintosh e Hayward che terminano sul bordo della banchisa rotta. I due sono molto probabilmente caduti nelle gelide acque del mare antartico quando il ghiaccio troppo sottile si è rotto al loro passaggio.
Richards, Joyce e Wild decidono di attendere sino al giugno, il mese più freddo, per intraprendere l'analogo viaggio. Giunti finalmente a cape Evans non trovano ad attenderli alcuna barca e si uniscono a Jack, Gaze, Cope e Stevens. Completamente all'oscuro del destino di Shackleton e del suo gruppo del mare di Weddell e colpiti dalla tragica fine di Mackintosh e Hayward che erano sopravvissuti alla marcia lungo barriera di Ross, i sette si preparano a trascorrere un altro inverno in Antartide.

### L'arrivo di Shackleton
Nel dicembre 1916, dopo aver salvato gli uomini rimasti sull'isola Elephant e venuto a sapere delle sorti della spedizione nel mare di Ross, Shackleton si mette in viaggio per la Nuova Zelanda e salpa con l'Aurora (che ha appena terminato le riparazioni) alla volta dell'isola di Ross alla ricerca degli uomini dispersi ormai da oltre un anno.
Il 10 gennaio 1917 Richards, che era impegnato a cacciare foche, vede la barca all'orizzonte: è l'Aurora. Shackleton si informa subito delle cause di morte di Mackintosh, Hayward e Spencer-Smith ed imbarca i superstiti per Wellington.

### Un'avventura dimenticata
Gli uomini del gruppo del mare di Ross hanno trascorso più giorni in Antartide di chiunque altro prima di loro in condizioni difficilmente immaginabili con temperature sino a -45 °C e venti estremamente violenti, sottoposti a lunghe privazioni di cibo e di acqua. Hanno subito congelamenti e sofferto per la mancanza di sonno e la cecità da neve affrontando l'Antartide con tende e calzature inadatte. Pur di compiere la loro missione si sono privati dei pochi generi alimentari di cui disponevano per lasciarli nei depositi che avrebbero dovuto essere utilizzati da Shackleton ed i suoi uomini in arrivo dall'altro lato del continente.
Solo quattro cani sono sopravvissuti alla barriera di Ross: Oscar, Gunner, Con e Towser, ma Con è stato ucciso dagli altri tre poco prima dell'arrivo dei soccorsi. Gli altri sono stati alloggiati nello zoo di Wellington. Nel complesso la storia del gruppo del mare di Ross è trascurata rispetto a quella del gruppo del mare di Weddell benché Shackleton vi dedichi una larga parte del suo libro South!. Sull'isola di Ross si trovano a tutt'oggi due stazioni di ricerca scientifica ed i rifugi utilizzati dal gruppo sono ancora presenti, preservati dalle autorità neozelandesi che rivendicano il territorio con il nome di dipendenza di Ross. È ancora visibile l'iscrizione che Richards ha fatto su un muro del rifugio con un elenco dei dispersi.
Nel 2013, nel rifugio eretto a Capo Evans dalla spedizione Terra Nova di Robert Falcon Scott, sono stati ritrovati dei negativi di nitrato di cellulosa. Tali negativi si trovavano, ridotti a un unico grumo, in una scatola all'interno della camera oscura di Herbert Pointing, il fotografo al seguito di Scott. Il materiale è stato ritrovato dal New Zealand's Antarctic Heritage Trust, un'organizzazione senza scopo di lucro che si occupa di preservare i rifugi antartici di quattro spedizioni di inizio Novecento. Gli esperti dell'Antarctic Heritage Trust sono poi riusciti a recuperare 22 immagini e si è così scoperto così che erano del Ross Sea Party, l'equipaggio della Aurora.

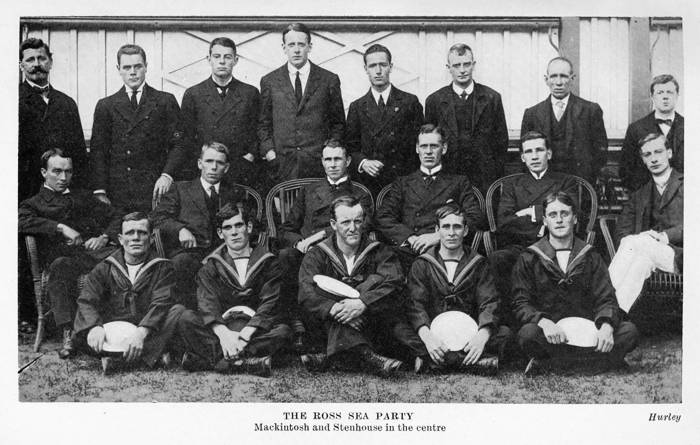
Il gruppo del mare di Ross prima della partenza.

## Ritorno in patria

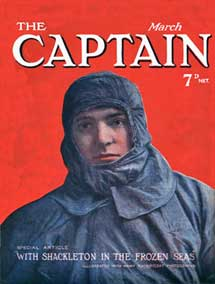
The Captain, marzo 1917. La copertina della popolare rivista inglese è dedicata a Ernest Shackleton, di ritorno dalla spedizione Endurance.

Portati in salvo, agli uomini impegnati del mare di Weddell e mare di Ross è concessa soltanto una breve sosta a casa. Molti infatti sono richiamati negli eserciti dei rispettivi paesi ed impiegati nei fronti della prima guerra mondiale. Il bilancio di tre morti e cinque feriti per cause belliche viene redatto dallo stesso Shackleton. Tra tutti vale la pena di ricordare la prima vittima del conflitto, Timothy McCarthy, che dopo essere sopravvissuto al viaggio con la James Caird morirà nel 1917 in un combattimento navale; Cheetham morì nell'affondamento della sua nave, colpita da un siluro, poche settimane prima dell'armistizio. Altri furono decorati al valore per le loro imprese militari.
Durante la pianificazione della missione non era previsto che equipaggio e scienziati convivessero per così tanto tempo. Si ritiene che le qualità di organizzatore di Shackleton e la gestione di Frank Wild sull'isola Elephant abbiano impedito che la situazione degenerasse o che gli uomini si abbandonassero alla disperazione dopo il naufragio dell'Endurance. Durante questa missione Shackleton ha conquistato la stima di diversi uomini che non aveva mai incontrato e che non esiteranno a ripartire sotto il suo comando pochi anni dopo per la spedizione Quest.
Delle osservazioni scientifiche condotte sono sopravvissuti soltanto pochi materiali. Dopo la perdita della nave Shackleton è infatti costretto a fare scelte rigorose, scelte che si ripetono ad ogni trasloco sul ghiaccio. Ha però cura che Hurley conservi un congruo numero di pellicole e che ogni membro del gruppo mantenga il suo diario, consapevole che gli sarebbero servite prove per dimostrare la sua impresa. A tutt'oggi i diari dei membri della spedizione non sono ancora stati interamente pubblicati.
Caso a parte quello del carpentiere McNish non perdonò a Shackleton l'uccisione del suo gatto Mrs Chippy, mascotte della nave. La faccenda fu la causa dei ripetuti ed aspri rancori che divisero i due uomini durante la spedizione, diverbi che furono il motivo per il quale McNish, nonostante gli innegabili e determinanti meriti che ebbe nell'impresa, non venne insignito della medaglia polare. Ancora molti anni dopo la spedizione, McNish in un'intervista dichiarò "Shackleton ha sparato al mio gatto".

## L'annuncio delTimes
Spesso la spedizione Endurance viene messa in relazione con un annuncio pubblicato su The Times:
Benché esso sia attribuito allo stesso Ernest Shackleton che lo avrebbe scritto per selezionare gli uomini per la sua missione, si tratta di un falso, che non è mai stato pubblicato. Alcuni ritengono che sia stato scritto da Julian Watkins, l'autore del libro 100 Greatest Advertisements pubblicato nel 1958, poiché esso, a differenza degli altri avvisi riportati, non è accompagnato da alcuna fotografia dell'originale. Un sito internet ha messo in palio 100 dollari a chi sarà in grado di ritrovare l'avviso originale. Al momento nessuno ha ancora rivendicato il premio, ma l'iniziativa è servita a recuperare l'annuncio che Shackleton pubblicò per la spedizione Nimrod sul Geographical Journal.
Ad ogni modo la memoria collettiva associa talmente tanto l'annuncio de The Times a Shackleton che esso è riportato in molte opere riguardanti l'esploratore, con l'indicazione che probabilmente si tratta di un falso.

## Cronologia
|  | Data              | Evento | Mappa |
|  | ----------------- | --- | --- |
|  | 5 dicembre 1914   | L'Endurance lascia il porto di Grytviken (Georgia del Sud).                                                                       | Il percorso della spedizione Endurance mostrato su una moderna carta dell'Antartide. Gruppo del mare di Weddell: Rosso: il viaggio dell'Endurance. Giallo: la deriva dell'Endurance bloccata dai ghiacci. Verde: il percorso, a piedi ed in scialuppa, degli uomini di Shackleton dopo il naufragio della nave sino all'isola Elephant. Blu: il viaggio della James Caird sino alla Georgia del Sud. Turchese: il percorso originale della spedizione trans-antartica. Gruppo del mare di Ross: Arancio: il viaggio dell'Aurora Rosa: l'Aurora rompe gli ormeggi e va alla deriva lasciando 10 uomini in Antartide. Marrone: percorso per l'installazione dei depositi di provviste. |
|  | 7 dicembre 1914   | L'Endurance ha il primo contatto con il pack.                                                                                     | Il percorso della spedizione Endurance mostrato su una moderna carta dell'Antartide. Gruppo del mare di Weddell: Rosso: il viaggio dell'Endurance. Giallo: la deriva dell'Endurance bloccata dai ghiacci. Verde: il percorso, a piedi ed in scialuppa, degli uomini di Shackleton dopo il naufragio della nave sino all'isola Elephant. Blu: il viaggio della James Caird sino alla Georgia del Sud. Turchese: il percorso originale della spedizione trans-antartica. Gruppo del mare di Ross: Arancio: il viaggio dell'Aurora Rosa: l'Aurora rompe gli ormeggi e va alla deriva lasciando 10 uomini in Antartide. Marrone: percorso per l'installazione dei depositi di provviste. |
|  | 24 dicembre 1914  | L'Aurora salpa da Hobart. | Il percorso della spedizione Endurance mostrato su una moderna carta dell'Antartide. Gruppo del mare di Weddell: Rosso: il viaggio dell'Endurance. Giallo: la deriva dell'Endurance bloccata dai ghiacci. Verde: il percorso, a piedi ed in scialuppa, degli uomini di Shackleton dopo il naufragio della nave sino all'isola Elephant. Blu: il viaggio della James Caird sino alla Georgia del Sud. Turchese: il percorso originale della spedizione trans-antartica. Gruppo del mare di Ross: Arancio: il viaggio dell'Aurora Rosa: l'Aurora rompe gli ormeggi e va alla deriva lasciando 10 uomini in Antartide. Marrone: percorso per l'installazione dei depositi di provviste. |
|  | 16 gennaio 1915   | L'Aurora raggiunge capo Evans. | Il percorso della spedizione Endurance mostrato su una moderna carta dell'Antartide. Gruppo del mare di Weddell: Rosso: il viaggio dell'Endurance. Giallo: la deriva dell'Endurance bloccata dai ghiacci. Verde: il percorso, a piedi ed in scialuppa, degli uomini di Shackleton dopo il naufragio della nave sino all'isola Elephant. Blu: il viaggio della James Caird sino alla Georgia del Sud. Turchese: il percorso originale della spedizione trans-antartica. Gruppo del mare di Ross: Arancio: il viaggio dell'Aurora Rosa: l'Aurora rompe gli ormeggi e va alla deriva lasciando 10 uomini in Antartide. Marrone: percorso per l'installazione dei depositi di provviste. |
|  | 19 gennaio 1915   | L'Endurance è bloccata dal ghiaccio.                                                                                              | Il percorso della spedizione Endurance mostrato su una moderna carta dell'Antartide. Gruppo del mare di Weddell: Rosso: il viaggio dell'Endurance. Giallo: la deriva dell'Endurance bloccata dai ghiacci. Verde: il percorso, a piedi ed in scialuppa, degli uomini di Shackleton dopo il naufragio della nave sino all'isola Elephant. Blu: il viaggio della James Caird sino alla Georgia del Sud. Turchese: il percorso originale della spedizione trans-antartica. Gruppo del mare di Ross: Arancio: il viaggio dell'Aurora Rosa: l'Aurora rompe gli ormeggi e va alla deriva lasciando 10 uomini in Antartide. Marrone: percorso per l'installazione dei depositi di provviste. |
|  | 24 gennaio 1915   | Il gruppo del mare di Ross guidato da Æneas Mackintosh sbarca sul ghiaccio ed installa i primi depositi di provviste sino a 80°S. | Il percorso della spedizione Endurance mostrato su una moderna carta dell'Antartide. Gruppo del mare di Weddell: Rosso: il viaggio dell'Endurance. Giallo: la deriva dell'Endurance bloccata dai ghiacci. Verde: il percorso, a piedi ed in scialuppa, degli uomini di Shackleton dopo il naufragio della nave sino all'isola Elephant. Blu: il viaggio della James Caird sino alla Georgia del Sud. Turchese: il percorso originale della spedizione trans-antartica. Gruppo del mare di Ross: Arancio: il viaggio dell'Aurora Rosa: l'Aurora rompe gli ormeggi e va alla deriva lasciando 10 uomini in Antartide. Marrone: percorso per l'installazione dei depositi di provviste. |
|  | 28 febbraio 1915  | Mackintosh inizia il viaggio di ritorno per il campo base.                                                                        | Il percorso della spedizione Endurance mostrato su una moderna carta dell'Antartide. Gruppo del mare di Weddell: Rosso: il viaggio dell'Endurance. Giallo: la deriva dell'Endurance bloccata dai ghiacci. Verde: il percorso, a piedi ed in scialuppa, degli uomini di Shackleton dopo il naufragio della nave sino all'isola Elephant. Blu: il viaggio della James Caird sino alla Georgia del Sud. Turchese: il percorso originale della spedizione trans-antartica. Gruppo del mare di Ross: Arancio: il viaggio dell'Aurora Rosa: l'Aurora rompe gli ormeggi e va alla deriva lasciando 10 uomini in Antartide. Marrone: percorso per l'installazione dei depositi di provviste. |
|  | 25 marzo 1915     | Il gruppo di Mackintosh arriva ad Hut Point ed attende.                                                                           | Il percorso della spedizione Endurance mostrato su una moderna carta dell'Antartide. Gruppo del mare di Weddell: Rosso: il viaggio dell'Endurance. Giallo: la deriva dell'Endurance bloccata dai ghiacci. Verde: il percorso, a piedi ed in scialuppa, degli uomini di Shackleton dopo il naufragio della nave sino all'isola Elephant. Blu: il viaggio della James Caird sino alla Georgia del Sud. Turchese: il percorso originale della spedizione trans-antartica. Gruppo del mare di Ross: Arancio: il viaggio dell'Aurora Rosa: l'Aurora rompe gli ormeggi e va alla deriva lasciando 10 uomini in Antartide. Marrone: percorso per l'installazione dei depositi di provviste. |
|  | 7 maggio 1915     | L'Aurora rompe gli ormeggi e va alla deriva.                                                                                      | Il percorso della spedizione Endurance mostrato su una moderna carta dell'Antartide. Gruppo del mare di Weddell: Rosso: il viaggio dell'Endurance. Giallo: la deriva dell'Endurance bloccata dai ghiacci. Verde: il percorso, a piedi ed in scialuppa, degli uomini di Shackleton dopo il naufragio della nave sino all'isola Elephant. Blu: il viaggio della James Caird sino alla Georgia del Sud. Turchese: il percorso originale della spedizione trans-antartica. Gruppo del mare di Ross: Arancio: il viaggio dell'Aurora Rosa: l'Aurora rompe gli ormeggi e va alla deriva lasciando 10 uomini in Antartide. Marrone: percorso per l'installazione dei depositi di provviste. |
|  | 1º settembre 1915 | Mackintosh lancia una nuova campagna di costruzione di depositi partendo da capo Evans.                                           | Il percorso della spedizione Endurance mostrato su una moderna carta dell'Antartide. Gruppo del mare di Weddell: Rosso: il viaggio dell'Endurance. Giallo: la deriva dell'Endurance bloccata dai ghiacci. Verde: il percorso, a piedi ed in scialuppa, degli uomini di Shackleton dopo il naufragio della nave sino all'isola Elephant. Blu: il viaggio della James Caird sino alla Georgia del Sud. Turchese: il percorso originale della spedizione trans-antartica. Gruppo del mare di Ross: Arancio: il viaggio dell'Aurora Rosa: l'Aurora rompe gli ormeggi e va alla deriva lasciando 10 uomini in Antartide. Marrone: percorso per l'installazione dei depositi di provviste. |
|  | 27 ottobre 1915   | L'equipaggio dell'Endurance abbandona la nave.                                                                                    | Il percorso della spedizione Endurance mostrato su una moderna carta dell'Antartide. Gruppo del mare di Weddell: Rosso: il viaggio dell'Endurance. Giallo: la deriva dell'Endurance bloccata dai ghiacci. Verde: il percorso, a piedi ed in scialuppa, degli uomini di Shackleton dopo il naufragio della nave sino all'isola Elephant. Blu: il viaggio della James Caird sino alla Georgia del Sud. Turchese: il percorso originale della spedizione trans-antartica. Gruppo del mare di Ross: Arancio: il viaggio dell'Aurora Rosa: l'Aurora rompe gli ormeggi e va alla deriva lasciando 10 uomini in Antartide. Marrone: percorso per l'installazione dei depositi di provviste. |
|  | 21 novembre 1915  | L'Endurance affonda. | Il percorso della spedizione Endurance mostrato su una moderna carta dell'Antartide. Gruppo del mare di Weddell: Rosso: il viaggio dell'Endurance. Giallo: la deriva dell'Endurance bloccata dai ghiacci. Verde: il percorso, a piedi ed in scialuppa, degli uomini di Shackleton dopo il naufragio della nave sino all'isola Elephant. Blu: il viaggio della James Caird sino alla Georgia del Sud. Turchese: il percorso originale della spedizione trans-antartica. Gruppo del mare di Ross: Arancio: il viaggio dell'Aurora Rosa: l'Aurora rompe gli ormeggi e va alla deriva lasciando 10 uomini in Antartide. Marrone: percorso per l'installazione dei depositi di provviste. |
|  | 18 gennaio 1916   | Mackintosh costruisce un deposito a 82°S.                                                                                         | Il percorso della spedizione Endurance mostrato su una moderna carta dell'Antartide. Gruppo del mare di Weddell: Rosso: il viaggio dell'Endurance. Giallo: la deriva dell'Endurance bloccata dai ghiacci. Verde: il percorso, a piedi ed in scialuppa, degli uomini di Shackleton dopo il naufragio della nave sino all'isola Elephant. Blu: il viaggio della James Caird sino alla Georgia del Sud. Turchese: il percorso originale della spedizione trans-antartica. Gruppo del mare di Ross: Arancio: il viaggio dell'Aurora Rosa: l'Aurora rompe gli ormeggi e va alla deriva lasciando 10 uomini in Antartide. Marrone: percorso per l'installazione dei depositi di provviste. |
|  | 27 gennaio 1916   | Il gruppo di Mackintosh realizza l'ultimo deposito a 83°30'S ed inizia il viaggio di ritorno verso il campo base.                 | Il percorso della spedizione Endurance mostrato su una moderna carta dell'Antartide. Gruppo del mare di Weddell: Rosso: il viaggio dell'Endurance. Giallo: la deriva dell'Endurance bloccata dai ghiacci. Verde: il percorso, a piedi ed in scialuppa, degli uomini di Shackleton dopo il naufragio della nave sino all'isola Elephant. Blu: il viaggio della James Caird sino alla Georgia del Sud. Turchese: il percorso originale della spedizione trans-antartica. Gruppo del mare di Ross: Arancio: il viaggio dell'Aurora Rosa: l'Aurora rompe gli ormeggi e va alla deriva lasciando 10 uomini in Antartide. Marrone: percorso per l'installazione dei depositi di provviste. |
|  | 9 marzo 1916      | Muore Arnold Spencer-Smith, del gruppo del mare di Ross.                                                                          | Il percorso della spedizione Endurance mostrato su una moderna carta dell'Antartide. Gruppo del mare di Weddell: Rosso: il viaggio dell'Endurance. Giallo: la deriva dell'Endurance bloccata dai ghiacci. Verde: il percorso, a piedi ed in scialuppa, degli uomini di Shackleton dopo il naufragio della nave sino all'isola Elephant. Blu: il viaggio della James Caird sino alla Georgia del Sud. Turchese: il percorso originale della spedizione trans-antartica. Gruppo del mare di Ross: Arancio: il viaggio dell'Aurora Rosa: l'Aurora rompe gli ormeggi e va alla deriva lasciando 10 uomini in Antartide. Marrone: percorso per l'installazione dei depositi di provviste. |
|  | 11 marzo 1916     | Il gruppo di Mackintosh si ferma provvisoriamente ad Hut Point.                                                                   | Il percorso della spedizione Endurance mostrato su una moderna carta dell'Antartide. Gruppo del mare di Weddell: Rosso: il viaggio dell'Endurance. Giallo: la deriva dell'Endurance bloccata dai ghiacci. Verde: il percorso, a piedi ed in scialuppa, degli uomini di Shackleton dopo il naufragio della nave sino all'isola Elephant. Blu: il viaggio della James Caird sino alla Georgia del Sud. Turchese: il percorso originale della spedizione trans-antartica. Gruppo del mare di Ross: Arancio: il viaggio dell'Aurora Rosa: l'Aurora rompe gli ormeggi e va alla deriva lasciando 10 uomini in Antartide. Marrone: percorso per l'installazione dei depositi di provviste. |
|  | 9 aprile 1916     | Gli uomini di Shackleton mettono in mare le scialuppe dell'Endurance.                                                             | Il percorso della spedizione Endurance mostrato su una moderna carta dell'Antartide. Gruppo del mare di Weddell: Rosso: il viaggio dell'Endurance. Giallo: la deriva dell'Endurance bloccata dai ghiacci. Verde: il percorso, a piedi ed in scialuppa, degli uomini di Shackleton dopo il naufragio della nave sino all'isola Elephant. Blu: il viaggio della James Caird sino alla Georgia del Sud. Turchese: il percorso originale della spedizione trans-antartica. Gruppo del mare di Ross: Arancio: il viaggio dell'Aurora Rosa: l'Aurora rompe gli ormeggi e va alla deriva lasciando 10 uomini in Antartide. Marrone: percorso per l'installazione dei depositi di provviste. |
|  | 14 aprile 1916    | Il gruppo del mare di Weddell arriva all'isola Elephant                                                                           | Il percorso della spedizione Endurance mostrato su una moderna carta dell'Antartide. Gruppo del mare di Weddell: Rosso: il viaggio dell'Endurance. Giallo: la deriva dell'Endurance bloccata dai ghiacci. Verde: il percorso, a piedi ed in scialuppa, degli uomini di Shackleton dopo il naufragio della nave sino all'isola Elephant. Blu: il viaggio della James Caird sino alla Georgia del Sud. Turchese: il percorso originale della spedizione trans-antartica. Gruppo del mare di Ross: Arancio: il viaggio dell'Aurora Rosa: l'Aurora rompe gli ormeggi e va alla deriva lasciando 10 uomini in Antartide. Marrone: percorso per l'installazione dei depositi di provviste. |
|  | 24 aprile 1916    | Shackleton salpa a bordo della James Caird in cerca di soccorsi.                                                                  | Il percorso della spedizione Endurance mostrato su una moderna carta dell'Antartide. Gruppo del mare di Weddell: Rosso: il viaggio dell'Endurance. Giallo: la deriva dell'Endurance bloccata dai ghiacci. Verde: il percorso, a piedi ed in scialuppa, degli uomini di Shackleton dopo il naufragio della nave sino all'isola Elephant. Blu: il viaggio della James Caird sino alla Georgia del Sud. Turchese: il percorso originale della spedizione trans-antartica. Gruppo del mare di Ross: Arancio: il viaggio dell'Aurora Rosa: l'Aurora rompe gli ormeggi e va alla deriva lasciando 10 uomini in Antartide. Marrone: percorso per l'installazione dei depositi di provviste. |
|  | 8 maggio 1916     | Morte di Mackinstosh e Victor Hayward del gruppo del mare di Ross.                                                                | Il percorso della spedizione Endurance mostrato su una moderna carta dell'Antartide. Gruppo del mare di Weddell: Rosso: il viaggio dell'Endurance. Giallo: la deriva dell'Endurance bloccata dai ghiacci. Verde: il percorso, a piedi ed in scialuppa, degli uomini di Shackleton dopo il naufragio della nave sino all'isola Elephant. Blu: il viaggio della James Caird sino alla Georgia del Sud. Turchese: il percorso originale della spedizione trans-antartica. Gruppo del mare di Ross: Arancio: il viaggio dell'Aurora Rosa: l'Aurora rompe gli ormeggi e va alla deriva lasciando 10 uomini in Antartide. Marrone: percorso per l'installazione dei depositi di provviste. |
|  | 10 maggio 1916    | Shackleton arriva nella Georgia del Sud.                                                                                          | Il percorso della spedizione Endurance mostrato su una moderna carta dell'Antartide. Gruppo del mare di Weddell: Rosso: il viaggio dell'Endurance. Giallo: la deriva dell'Endurance bloccata dai ghiacci. Verde: il percorso, a piedi ed in scialuppa, degli uomini di Shackleton dopo il naufragio della nave sino all'isola Elephant. Blu: il viaggio della James Caird sino alla Georgia del Sud. Turchese: il percorso originale della spedizione trans-antartica. Gruppo del mare di Ross: Arancio: il viaggio dell'Aurora Rosa: l'Aurora rompe gli ormeggi e va alla deriva lasciando 10 uomini in Antartide. Marrone: percorso per l'installazione dei depositi di provviste. |
|  | 20 maggio 1916    | Shackleton raggiunge Stromness.                                                                                                   | Il percorso della spedizione Endurance mostrato su una moderna carta dell'Antartide. Gruppo del mare di Weddell: Rosso: il viaggio dell'Endurance. Giallo: la deriva dell'Endurance bloccata dai ghiacci. Verde: il percorso, a piedi ed in scialuppa, degli uomini di Shackleton dopo il naufragio della nave sino all'isola Elephant. Blu: il viaggio della James Caird sino alla Georgia del Sud. Turchese: il percorso originale della spedizione trans-antartica. Gruppo del mare di Ross: Arancio: il viaggio dell'Aurora Rosa: l'Aurora rompe gli ormeggi e va alla deriva lasciando 10 uomini in Antartide. Marrone: percorso per l'installazione dei depositi di provviste. |
|  | 15 luglio 1916    | Ritorno dei superstiti del gruppo del mare di Ross a capo Evans ed attesa dei soccorsi.                                           | Il percorso della spedizione Endurance mostrato su una moderna carta dell'Antartide. Gruppo del mare di Weddell: Rosso: il viaggio dell'Endurance. Giallo: la deriva dell'Endurance bloccata dai ghiacci. Verde: il percorso, a piedi ed in scialuppa, degli uomini di Shackleton dopo il naufragio della nave sino all'isola Elephant. Blu: il viaggio della James Caird sino alla Georgia del Sud. Turchese: il percorso originale della spedizione trans-antartica. Gruppo del mare di Ross: Arancio: il viaggio dell'Aurora Rosa: l'Aurora rompe gli ormeggi e va alla deriva lasciando 10 uomini in Antartide. Marrone: percorso per l'installazione dei depositi di provviste. |
|  | 30 agosto 1916    | La nave Yelcho raggiunge l'isola Elephant e salva gli uomini del gruppo del mare di Weddell.                                      | Il percorso della spedizione Endurance mostrato su una moderna carta dell'Antartide. Gruppo del mare di Weddell: Rosso: il viaggio dell'Endurance. Giallo: la deriva dell'Endurance bloccata dai ghiacci. Verde: il percorso, a piedi ed in scialuppa, degli uomini di Shackleton dopo il naufragio della nave sino all'isola Elephant. Blu: il viaggio della James Caird sino alla Georgia del Sud. Turchese: il percorso originale della spedizione trans-antartica. Gruppo del mare di Ross: Arancio: il viaggio dell'Aurora Rosa: l'Aurora rompe gli ormeggi e va alla deriva lasciando 10 uomini in Antartide. Marrone: percorso per l'installazione dei depositi di provviste. |
|  | 10 gennaio 1917   | Shackleton arriva a capo Evans e porta in salvo gli uomini rimasti del gruppo del mare di Ross.                                   | Il percorso della spedizione Endurance mostrato su una moderna carta dell'Antartide. Gruppo del mare di Weddell: Rosso: il viaggio dell'Endurance. Giallo: la deriva dell'Endurance bloccata dai ghiacci. Verde: il percorso, a piedi ed in scialuppa, degli uomini di Shackleton dopo il naufragio della nave sino all'isola Elephant. Blu: il viaggio della James Caird sino alla Georgia del Sud. Turchese: il percorso originale della spedizione trans-antartica. Gruppo del mare di Ross: Arancio: il viaggio dell'Aurora Rosa: l'Aurora rompe gli ormeggi e va alla deriva lasciando 10 uomini in Antartide. Marrone: percorso per l'installazione dei depositi di provviste. |

## Nella cultura di massa

### Documentari
- (EN)  South, a cura del fotografo della spedizione Frank Hurley, (1919).
- (EN)  The Endurance: Shackleton's Legendary Antarctic Expedition. (2000).
- (EN)  Shackleton's Antarctic Adventure, (2001).
- (EN)  Shackleton's Voyage of Endurance, (2002). Trasmesso presso il cinema sferico della Cité des Sciences et de l'Industrie alla Villette (Parigi).

### Film
- (EN)  Shackleton, (2002). Un film per la televisione in due parti con Kenneth Branagh nel ruolo di Ernest Shackleton.

### Libri scritti da membri della spedizione
- (EN) Frank Hurley, Shackleton's argonauts: A saga of the Antarctic ice-packs, Sydney, Angus and Robertson, maggio 1956  [1948], ASIN B0007J1WKQ.
- (EN) Frank Hurley, South with Endurance: Shackleton's Antarctic Expedition, 1914-1917, New York, Simon & Schuster, settembre 2001, ISBN 978-0-7432-2292-1.
- (EN) Leonard Hussey, South with Shackleton, Londra, Sampson Low, settembre 2001  [1949], ASIN B0006AS8TE.
- (EN) Richard Richards, The Ross Sea Shore Party, 1914-17, Norwich, The Erskine Press, 2003  [1962], ISBN 1-85297-077-4.
- (EN) Ernest Shackleton, South: The Story of Shackleton's Last Expedition, 1914-17, Londra, Trafalgar Square Publishing, ISBN 1-57076-131-0.
- (EN) Frank Worsley, Endurance An Epic Of Polar Adventure, New York, WW Norton, maggio 1999, ISBN 0-393-04684-2.
- (EN) Frank Worsley, Shackleton's Boat Journey, New York, WW Norton, agosto 1998, ISBN 0-393-31864-8.
- (EN) Frank Worsley, First voyage in a square-rigged ship, New York, G.Bles, 1938, ASIN B0006AOIC0.

### Libri scritti da altri autori
- Alfred Lansing, Endurance. L'incredibile viaggio di Shackleton al Polo Sud (Endurance: Shackleton's Incredible Voyage, 1959), Milano, Corbaccio, 1999, ISBN 978-88-502-0393-2. - Milano, TEA, 2003.
- Caroline Alexander, Endurance. La leggendaria spedizione di Shackleton al Polo Sud, Milano, Sperling & Kupfer, 1999, ISBN 978-88-200-2900-5. [in collaborazione col Museo americano di storia naturale in occasione dell'esposizione sulla spedizione Endurance realizzata a New York nel 1999]
- Caroline Alexander, L'ultima spedizione di Mrs. Chippy. Il mirabile diario di bordo del gatto di Shackleton, Milano, Il Saggiatore, 2005, ISBN 978-88-428-1278-4.
- (EN) Jennifer Armstrong, Shipwreck at the Bottom of the World: The Extraordinary True Story of Shackeleton and the Endurance, New York, Crown Books for Young Readers, 1998, ISBN 978-0-375-81049-7.
- (EN) Lennard Bickel, Shackleton's Forgotten Argonauts, New York, Macmillan, 1982, ISBN 978-0-333-33867-4.
- (FR) Bertrand Imbert e Claude Lorius, Le grand défi des pôles, Paris, Découverte Gallimard, 2006, ISBN 978-2-07-076332-0.
- (EN) Alfred Lansing, Endurance: An Illustrated Account, F. Jack Hurley (Photographer), London, Weidenfeld & Nicolson, 2000, ISBN 978-0-297-64680-8.
- Mirella Tenderini, La lunga notte di Shackleton, Torino, CDA & Vivalda, 2004, ISBN 88-7480-047-9.
- (EN) Kelly Tyler-Lewis, The Lost Men: The Harrowing Story of Shackleton's Ross Sea Party, London, Bloomsbury Publishing PLC, 2006, ISBN 978-0-7475-8414-8.